# 한국 불교의 역사
한국 불교의 역사 또는 한국 불교사는 한국에서 전개된 불교의 역사이다. 공식적인 기록에 따르면 불교가 처음 한국에 전래된 것은 372년에 고구려에 전래된 것이다. 이 글은 이때부터 현재까지 시대순으로 한국에서의 불교의 전개를 서술하고 있다.

## 삼국 시대 (372~676)

### 불교의 전래
공식적인 기록에 따르면 불교가 처음 한국으로 전래된 것은 고구려 소수림왕(재위 371~384) 2년인 372년으로, 전진(前秦: 315~394)의 왕 부견(符堅: 재위 357~385)이 사신과 승려 순도(順道)를 보내어 불상과 불경을 전하였다. 그러나 이것은 국가적인 공식 기록일 뿐, 불교가 이 보다 먼저 전해졌으리라는 것을 중국 남북조 시대 양나라(梁: 502~557) 때 승려 혜교(慧皎: 497~554)가 저술한 《양고승전(梁高僧傳)》(519) 등의 문헌에 나타난 내용으로 미루어 알 수 있다.
불교가 발생지인 인도에서 직접 들어오지 않고 중국을 거쳐 들어왔으며 또한 기원전 6세기에 발생한 불교가 8~9세기라는 시간적인 간격을 두고 4세기에 한국으로 들어왔다는 것에서, 한국에 전래된 불교가 고타마 붓다 당시의 원시 불교와는 차이가 있었으리라는 것은 충분히 짐작되는 사항이다.
당시 전래된 불교가 어떤 성격의 것이었는지는 자세히 알 수 없으나, 그전까지 한국의 민간에서 믿어 온 고유한 민간신앙인 무속신앙이나 도교와 별다른 마찰 없이 융합되었던 것으로 보인다. 단, 신라의 경우 이차돈의 순교에서 보듯이 초기 전래시 고구려와 백제 보다는 고유 신앙의 융합에 어려움이 컸던 것으로 여겨진다.

### 고구려 (372~668)

#### 불교의 고구려 전래
불교의 고구려(高句麗) 전래는 소수림왕(小獸林王: 재위 371~384) 2년인 372년에, 전진(前秦: 315~394)의 왕 부견(符堅: 재위 357~385)이 사신(使臣)과 함께 순도(順道)를 보내 불상과 불경(佛經)을 전한 것이 그 시초이며 2년 후인 374년에 아도(阿道)가 들어와 성문사(省門寺) 혹은 초문사(肖門寺)와 이불란사(伊弗蘭寺)를 세운 것이 한국 사찰의 시작이다. 그러나 이것은 국교를 통한 공식 전입으로, 실상 민간에 먼저 불교가 들어왔을 것으로 보인다.
고구려는 고국양왕 8년(391)에 "불법을 믿고 받들어 복을 구하라"는 교지를 내렸고, 다음 해인 광개토왕 2년(392)에는 평양에 9사(寺)를 세웠다. 이 밖에도 구법(求法)과 전교(傳敎)의 고승들이 나라 밖에까지 나가 많은 활동을 하였다

#### 고구려 불교의 특징
고구려의 불교는 한마디로 학술 외교불교라고 할 수 있다. 즉, 고구려의 학승 등은 중국에 가서 경전을 배우고 연구함을 구법(求法)의 최상목표로 하였으며, 중국의 승려를 지도할 수 있는 고승도 있었다. 그 대표로 장수왕(재위 413~491) 때 태어난 승랑(僧朗: fl. 500년 전후)을 들 수 있다. 승랑은 중국에 들어가 삼론학(三論學)을 깊이 연구하여 학문적 체계를 완성함으로써 신삼론(新三論)이라는 새로운 사상을 개척했다. 승랑의 사상은 승전(勝詮) · 법랑(法朗: 507~581) · 길장(吉藏: 549~623)으로 이어졌으며, 길장에 의해 새 종파인 삼론종이 성립되었다. 승랑은 중국 사상계를 지도한 최초의 인물로서, 중국에서 일생을 마쳤다.
고구려 학승들은 중국만이 아니라 일본에도 건너가 불교 학술과 예술면에 큰 공헌을 하였다. 최초의 전교자인 혜편(惠便)을 위시해서, 혜관(惠灌)은 수(隋)의 길장(吉藏: 549~623)에게 삼론의 깊은 뜻을 배우고 돌아와 일본으로 가서 승정(僧正)이 되었고, 삼론종을 널리 펴서 일본 삼론종의 시조가 되었다. 고구려의 담징이 일본에 건너가 법륭사의 벽화를 그렸다는 사실도 익히 알려진 일이다.  또한 혜량(惠亮)은 551년 신라로 가 승통(僧統)이 되어 신라 불교를 일으키는 데 커다란 역할을 했다.

#### 고구려 불교의 일본 전래
고구려 승려로 일본에서 포교활동을 한 최초의 인물은 혜편(惠便: fl. 584)이었다. 그는 일본 비다츠(敏達) 13년(584) 소가노 우마코(蘇我馬子)의 요청으로 사마달(司馬達)의 딸인 선신(善信)과 그밖에 선장(禪藏) · 혜선(慧善)의 세 여자를 비구니로 출가시켰으며, 일본 귀족들의 존숭을 받았다. 이것이 일본 불교사상 비구니 출가의 효시가 되었다.
영양왕 6년(595)에 일본에 건너간 혜자(惠慈)는 일본 역사상 위대한 업적을 남긴 성덕태자(聖德太子) 풍총(豊聰)의 스승이 되었으며, 《일본서기(日本書紀)》에서는 같은 해 백제에서 건너온 혜총(惠聰)과 더불어 혜자는 일본 불교의 동량(棟梁)이 되었다고 전하고 있다. 혜자는 삼론학(三論學)을 위시하여 《법화경》·《유마경(維摩經)》·《승만경》과 같은 난숙한 발달을 보인 대승경전을 가르쳤는데, 후일 성덕태자가 불교정신을 뒷받침으로 한 정치를 베풀 때 이러한 불교정신이 통치 이념으로 중요한 역할을 하였을 뿐 아니라 일본 문화 발전에도 큰 전환점을 가져다 주었다.
같은 영양왕 때 일본으로 간 담징은 불교학은 물론 오경에도 능통하였고 채색(彩色), 지묵(紙墨), 공예(工藝)에 능하여 일본 미술사의 선구적 역할을 하였으며, 그가 그린 법륭사(法隆寺) 금당벽화(金堂壁畵)는 불후의 명작으로 전해 온다. 이 밖에 그는 맷돌 제조법도 가르쳐 일본의 문물 개화에 크게 기여하였다. 영류왕 8년(625)에 일본에 건너간 혜관(慧灌)은 일찍이 수(隋)의 길장(吉藏: 549-623) 밑에서 삼론학(三論學)을 배운 다음 일본에 건너갔다. 그는 일본 불교의 승정(僧正)이 되었고 삼론종(三論宗)을 가르쳐 일본 삼론종의 시조가 되었다.
같은 왕대(王代)의 도등(道登)도 일찍이 당(唐)나라 길장 밑에서 삼론을 배운 다음 일본에 건너가서 삼론을 강술(講述)하였다고 전한다. 그리고 도현(道顯)도 일본에 가 대안사(大安寺)에 머무르면서 교수(敎授)하는 한편 《일본세기(日本世紀)》라는 책자를 몇 권 지었다고 전한다. 또한 기록에 나타난 승려들의 이름 이외에도 망각된 고승들이 많았으리라 짐작되며, 고구려 불교가 일본에 끼친 영향은 종교적인 차원을 넘어선 문화 전반에 걸친 광범한 것이라고 믿어진다.

### 백제 (384~676)

#### 불교의 백제 전래 및 전개
백제(百濟)에는 불교가 고구려보다 12년 늦게 들어왔다. 침류왕(枕流王) 1년(384)에 인도의 승려 마라난타(摩羅難陀)가 바다를 건너 동진(東晋: 317~420)으로부터 왔는데 왕이 직접 환영하여 맞이하였고 궁중에 머물게 하였으며 예로써 공경하였다. 다음 해 한산(漢山)에 절을 짓고 승려 10명을 양성했다. 왕이 외국의 승려를 직접 맞이하였고 궁중에 있게 한 것으로 보아 백제에도 그 이전부터 불교가 전해졌던 것으로 여겨진다.
그 뒤 140년쯤 지나 26대 성왕(聖王: 재위 523~554) 때에 이르러 불교는 크게 번창했다.  왕은 겸익(謙益)을 인도에 보내어 계율을 연구하게 했는데, 526년 산스크리트어본의 율장(律藏)을 가지고 돌아오자 국내의 고승들을 불러 겸익을 도와 번역하게 하고 주석서를 짓게 했으며, 왕이 몸소 서문을 썼다고 한다. 성왕 23년(545)에 장륙(丈六) 불상을 조성, 모든 중생들이 다 같이 해탈하기를 기원했다. 동 30년(552)에는 불교를 일본에 전파했으며, 이것이 일본에 불교가 전해진 시초이다. 그때 백제는 여러 가지로 일본에 많은 영향을 끼쳤는데, 불교를 전함으로써 백제의 승려와 예술가와 기능공들이 건너가 일본의 문화를 크게 일으켰다. 백제는 일본 불교의 연원지(淵源地)가 되었다.
법왕 1년(599)에는 나라 안에 살생을 금하는 영을 내리고 널리 방생(放生)을 행하였으며, 고기 잡고 사냥하는 연장을 모두 불태워 버리게 하였다. 이듬해 수도 부여에 왕흥사(王興寺)를 세웠고, 무왕때에 미륵사를 창건하고 거대한 탑을 조성했는데, 백제에는 승려와 사탑(寺塔)이 많았었다는 사실이 중국의 문헌에도 전해지고 있다.

#### 백제 불교의 특징
백제의 불교는 계율 중심의 불교, 예술 불교, 외교 불교라고 말할 수 있다.
인도로 유학하였던 겸익(謙益: fl. 526)은 백제 성왕 4년(526년)에 인도 상가나대률사(常伽那大律寺)에 이르러 산스크리트어를 익혀 율부(律部)를 깊이 공부하고, 백제 성왕 9년(531 《아비담장(阿毘曇藏)》과 《오부율(五部律)》을 가지고 인도의 승려 배달다 삼장(倍達多三藏)과 함께 귀국했다. 귀국 시에 겸익은 성왕의 환대를 받았으며, 그 후 흥륜사(興輪寺)에 있으면서 명승 28명을 소집하여 율부 72권을 번역하였다. 당시에 중국에는 《오부율(五部律)》 중 음광부를 제외한 나머지 부파의 율부들은 이미 번역되어 있었다. 그러나 끝내 음광부의 율부는 중국으로 전해지지 못하였는데 이런 점에서 백제에 《오부율》 전체가 전해지고 인도에서 직접 가져온 산스크리트어 율부의 번역이 이루어졌다는 것은 의미가 있다. 겸익의 이러한 활동에 의해 계율 중심의 백제 불교의 특징이 이루어졌다. 중국에서 율종이 성립된 때는 당나라의 도선(道宣: 596-667)이 법장부의 《사분율(四分律)》을 강설하고 저술한 624년인데, 백제에서 겸익에 의해 율종이 성립된 때(526년경)는 이보다 1세기 앞선 것이다.
백제는 성왕 30년(552)에 처음으로 일본에 불교를 전래시켰으며 많은 승려와 불서를 일본에 보냈다. 특히 위덕왕(威德王) 24년(577)에는 고승들과 불공(佛工)들을 보냈고, 30년에는 일본왕이 고승 파견을 요청하여 일라(日羅)를 파견하였다. 그 후 무왕 3년(602)에 관륵(灌勒)이 각종 역서(譯書)를 가지고 가서 일본 최초의 승정(僧正)이 되었다. 백제는 일본 불교의 연원지(淵源地)가 되었으며 아울러 탁월한 불교 예술을 진작시켰다.

#### 백제 불교의 일본 전수

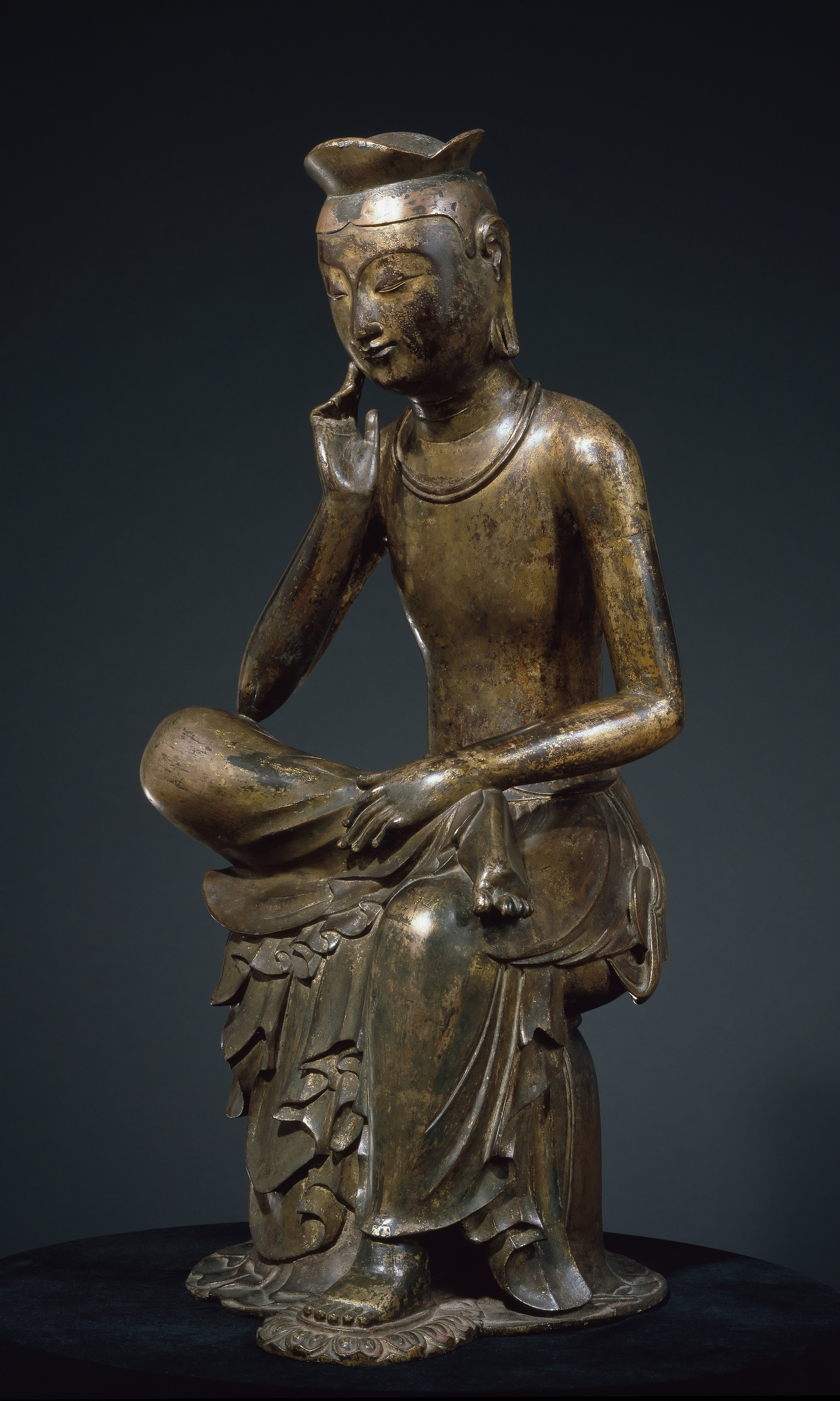
금동미륵보살 반가사유상, 국립중앙박물관

일본에 불교를 처음 전한 때는 성왕(聖王) 30년(552)이었며 많은 승려와 불서를 일본에 보냈다. 달솔(達率) 노리사치계(奴唎斯致契)를 파견하여 금동석가상(金銅釋迦像)과 미륵석불(彌勒石佛) 및 번개(幡蓋) · 경론(經論)을 보낸 것이 일본 불교의 발달시키는 계기가 되었다. 처음 일본 군신들은 이를 믿으려 하지 않았고 소아마자(蘇我馬子)만이 이를 예경(禮敬)하였는데, 석천가(石川家)에 불전(佛殿)을 만들고 이를 모셨으나 그 용도나 의미는 몰랐다. 그때 일본(日本)에 와서 있던 고구려 승려 혜편(惠便)을 발견하여 그의 가르침을 받아 세 사람의 여자 승려(尼僧)를 배출하였고, 소아마자(蘇我馬子)는 사마달과 함께 최초의 일본 불교신자가 되었다. 곧이어 2년 후 성왕은 담혜(曇惠) 등 9인의 승려를 일본에 파견하여 도심(道深) 등 7인과 교체하게 하였다. 따라서 도심을 위시한 7인의 백제 승려가 집단적으로 이미 일본에 들어가 포교활동을 하고 있었음을 알 수 있다.
위덕왕(威德王) 24년(577)에 경론(經論)과 율사(律師) · 선사(禪師) · 비구니(比丘尼) · 주금사(呪禁師) · 불공(佛工) · 사장(寺匠) 등을 일본에 파견하였고, 일본에서는 그들을 맞아 난파(難波)의 대별왕사(大別王寺)에 머무르게 하였다.  위덕왕 30년(583)에는 일라(日羅)라는 승려가 일본에 건너가 관음신앙(觀音信仰)을 크게 일으키고 또 동(同) 35년에는 불사리(佛舍利)와 사공(寺工) · 화공(畵工) · 와장(瓦匠) 등을 보냈으며, 일본(日本)에서는 소아마자(蘇我馬子)가 백제(百濟) 승려(僧侶)를 청하여 수계(受戒)하는 법을 묻는 등 백제와 일본 간의 교류는 빈번하였다. 이때 일본 최초의 비구니(比丘尼)인 선신니(善信尼) 등이 백제로 건너와 3년 동안 계율을 배우고 돌아갔으며, 같은 해(588)에 혜총(惠聰) · 영근(令斤) · 혜식(惠寔) 등의 사문(沙門)과 함께 불사리(佛舍利)를 일본에 보냈다. 이 일행 가운데 혜총은 계율에 정통하여 그곳 대신인 소아마자에게 수계를 행하였다. 이밖에도 당시 도일(渡日)한 승려로는 영조(聆照) · 영위(令威) · 혜중(惠衆) · 혜숙(惠宿) · 도엄(道嚴) · 영개(令開) 등을 들 수 있다.
무왕(武王) 3년(602)에는 관륵(灌勒)이 천문(天文) · 지리 · 역서(曆書) · 둔갑(遁甲) · 방술(方術) 분야의 책을 일본에 전했지만 그는 본래 삼론(三論)의 학장(學匠)으로 그곳에서 일본 최초의 승정이 되어 승단의 기강을 정하는 등 불교계의 지주가 되었다. 그는 또 일본 의학의 시조로도 불린다. 그 후 혜미(惠彌) · 도흠(道欽) · 의각(義覺) · 도장(道藏) · 도녕(道寧) · 다상(多常) · 원각(願覺) · 원세(圓勢) · 방제(放濟) 등 많은 승려가 일본에 건너가 일본의 아스카 문화 시대(飛鳥文化時代: 538~710)를 꽃피운 인물들이 되었다.

### 신라 (263/479~661)

#### 불교의 신라 전래 및 전개
고구려와 백제에는 별다른 저항이 없이 불교가 받아들여졌지만, 반도의 동남쪽에 자리잡아 대륙과의 소통도 없고 문화적으로 뒤떨어진 신라에는 백제보다 수십 년 늦게 불교가 전해졌다.
최초의 전래에 대해서는 여러 가지 설이 있다. 제13대 미추왕(味鄒王: 재위 262~284) 2년(263)에 고구려의 승려 아도(阿道)가 와서 불교를 전했다는 설, 19대 눌지왕(訥祗王: 재위 417~458) 때 고구려의 승려 묵호자(墨胡子)가 모례(毛禮)의 집에 머물러 불교를 선양했다는 설, 또 21대 소지왕(炤知王: 재위 479~500) 때 아도화상(阿道和尙)이 시자(侍者) 3인과 같이 모례(毛禮)의 집에 있다가 아도는 먼저 가고 시자들은 포교했다는 설, 고구려의 승려 아도(阿道)가 고구려로부터 들어와 일선군(一善郡: 지금의 선산(善山)) 에 있는 불교 신자 모례(毛禮)의 집을 중심으로 은밀히 교화를 폈다는 설 등이 있으나 어느 것이 맞는지 알 수 없다. 다만 민간의 승려가 들어와 공식외교를 통하지 않고 포교를 했다는 점이 고구려와 백제의 불교 전래와의 차이점인데 이런 점에서 쉽게 토착화(土着化)할 수 있는 기회를 가진 셈이다. 그러나 그 전래는 완고하고 배타적인 집권계층의 반대에 부닥쳐 커다란 저항을 받았다.
법흥왕(재위 514~540)은 불교를 백성들에게 복을 가져오게 하고 나라에 이익이 된다고 확신하여 즉위 초부터 국가적인 신앙으로 받아들이려 했으나 신하들의 반대로 고심했다. 그러다가 불교 신자요 젊은 신하인 이차돈(503~527)의 순교로 인해 법흥왕 14년(527)에 비로소 불교가 공인되었다. 법흥왕은 불교를 일으켰을 뿐 아니라 정치적으로도 관제를 정비하고 율령을 공포하고 연호를 세우고 문물을 개발하는 등 훗날 신라가 삼국을 통일할 수 있는 기초를 닦은 왕이었다. 그는 불교 신앙을 통해서 백성들이 선량한 국가적 관념을 가질 수 있고, 신라의 문화가 향상 · 발전될 수 있다고 내다보았던 것이다.
법흥왕에 의해서 시작된 신라 불교가 특색을 지니게 된 것은 진흥왕(재위 540~576) 때부터로, 이는 왕 자신의 신앙심과 불교 정책에 의해서였다.  진흥왕 5년(544)에 선왕 때부터 짓기 시작한 흥륜사(興輪寺)가 낙성되고, 그해 3월에는 뜻이 있는 자는 승려가 되어 자유롭게 신앙생활을 할 수 있도록 일반에게 출가를 허락하였다.  만년에는 진흥왕 자신도 출가하여 법운(法雲)이라 이름짓고 수도하였으며, 왕비도 영흥사(永興寺)에 들어가 여승이 되었다.  진흥왕은 또 불교이념에 의거한 청소년 수양단체인 화랑도를 창설하여 국민 정신의 함양에 크게 이바지했다.
신라는 제30대 문무왕(재위 661~681) 때에 이르러 당나라의 원조를 받아 마침내 삼국통일(676)의 대업을 성취했다. 겉으로는 당나라를 모방한 듯했지만, 안으로는 평화가 깃들여 태평성대를 구가했고 문화는 눈부시게 뻗어갔으며, 불교도 크게 융성했다. 신라의 승려들은 뒤를 이어 당나라에 들어가 그곳의 불교 교학을 배워 왔다. 그래서 한국의 불교사상 유례가 없는 황금시대를 가져오게 되었다.

#### 진흥왕과 불교 정책

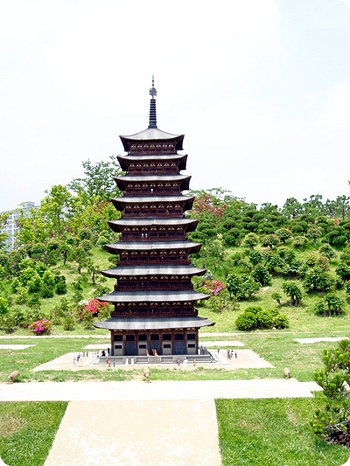
황룡사 9층 목탑 모형

신라에 처음 불교가 공인된 것은 법흥왕(재위 514~540) 때부터였으나 불교를 진흥, 발전시켜 국가종교로까지 이끈 것은 진흥왕(재위 540~576)에 의해서였다. 그의 치세중의 불교 진흥을 위한 업적은 괄목할 만한 것이었으며, 자신도 불교를 열렬히 신봉하여 말년에 사문(沙門)이 되어 호를 법운(法雲)이라 하였고 부인 역시 영흥사에서 비구니가 되었다. 그의 재위 동안의 불교 업적은 다음과 같이 간략히 요약할 수 있다.
1. 왕 5년(544)에 흥륜사(興輪寺)가 완공되었고, 3월에 비로소 출가승니(僧尼)가 되는 것을 국법으로 허락하였다.
2. 황룡사(皇龍寺) · 지원사(祗園寺) · 실제사(實際寺) 등 여러 사원들을 계속 새로 세웠으며, 왕 27년(566)에 낙성된 황룡사는 13년 동안에 걸쳐 조성된 거찰(巨刹)이었다.
3. 왕 10년(549) 봄에 각덕(覺德)을 위시한 유학승(留學僧)들이 계속 귀국하였고, 이때 불사리(佛舍利)와 함께 경전(經典)을 들여왔다.
4. 왕 11년(550)에 대서성(大書省)과 소년서성(少年書省)을 설치하여 불교의 제반 업무를 관장케 하였으며 안장법사(安藏法師)를 대서성으로 삼았다. 왕 12년(551)에는 신라로 귀화한 고구려승 혜량(惠亮: fl. 551)을 승통(僧統)으로 임명, 교단을 지도 · 육성케 하고 이 승통 밑에 대도유나(大導唯那) · 도유나랑(都唯那娘) 등을 두고 승관제(僧官制)를 정비하였다.
5. 왕 12년(551)에 승통(僧統)인 혜량(惠亮: fl. 551)에 의해 인왕백고좌법회(仁王百高座法會)와 팔관회(八關會)가 시작되었다. 인왕백고좌법회는 《인왕호국반야경(仁王護國般若經)》의 내용에 따라 국가의 안태(安泰)를 기원하고 내란(內亂)과 외환(外患)을 소멸시키기를 비는 법회였으며, 팔관회는 본래 하루하나의 계(戒)를 닦는 법회였으나 신라에서는 전몰장병을 위한 위령제였다는 점에서 인왕백고좌법회와 함께 팔관회는 국가의 현실적인 의도와 이익에서 베풀어진 법회들이었다.
6. 왕 26년(565)에 진(陳)나라 사신 유사(劉思)와 승려 명관(明觀)이 귀국할 때 1700여 권의 경전을 들여왔다.
7. 왕 35년(574)에 황룡사 장륙존상(丈六尊像)을 주성(鑄成)하였다.
8. 왕 37년(576)에 안홍법사(安弘法師)가 중국에서 돌아올 때 인도의 승려 비마라(毘摩羅) · 농가타(農伽陀) · 불타승가(佛陀僧伽) 등이 그를 따라 입국하였고 이때 《능가경》·《승만경》 등 발전된 대승경전을 왕에게 바쳤다.

이 밖에도 진흥왕은 재위시 신라 국민사상의 총화를 이룬 화랑도(花郞道)를 제정하여 삼국통일의 기반을 닦았다.  이러한 일련의 불교진흥책은 진흥왕으로 하여금 정교일치(政敎一致) 정책을 써서 불국토(佛國土)를 신라 사회에 현실화시키려 했고, 왕 자신도 정법(正法)으로 세상을 다스리는 전륜성왕(轉輪聖王)의 이념에 심취되었다고 생각할 수 있으므로 신라 사회에서의 불교 발전은 진흥왕과 불가분의 관계에 있었다.

#### 밀교의 전래

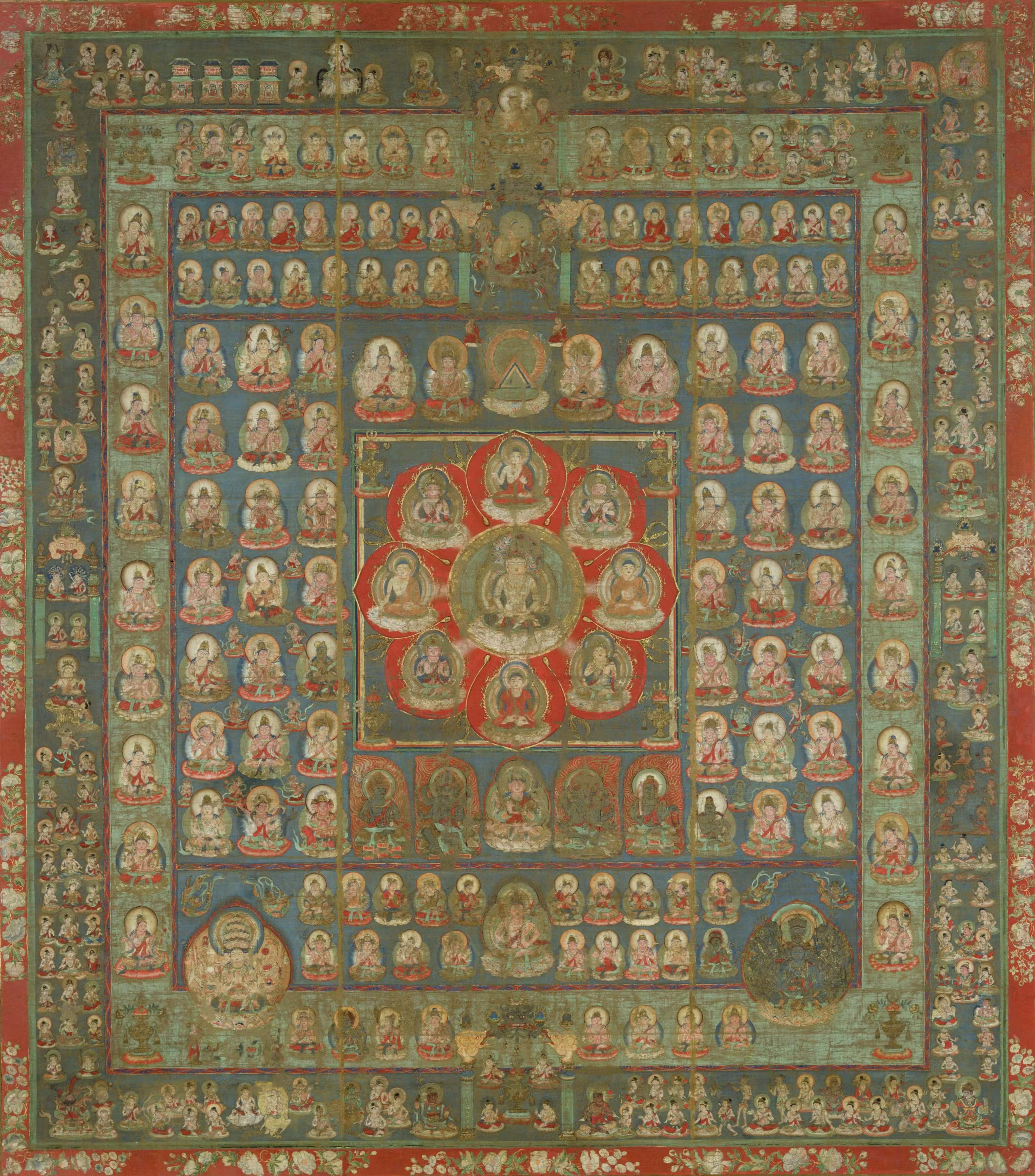
밀교의 태장계 만다라

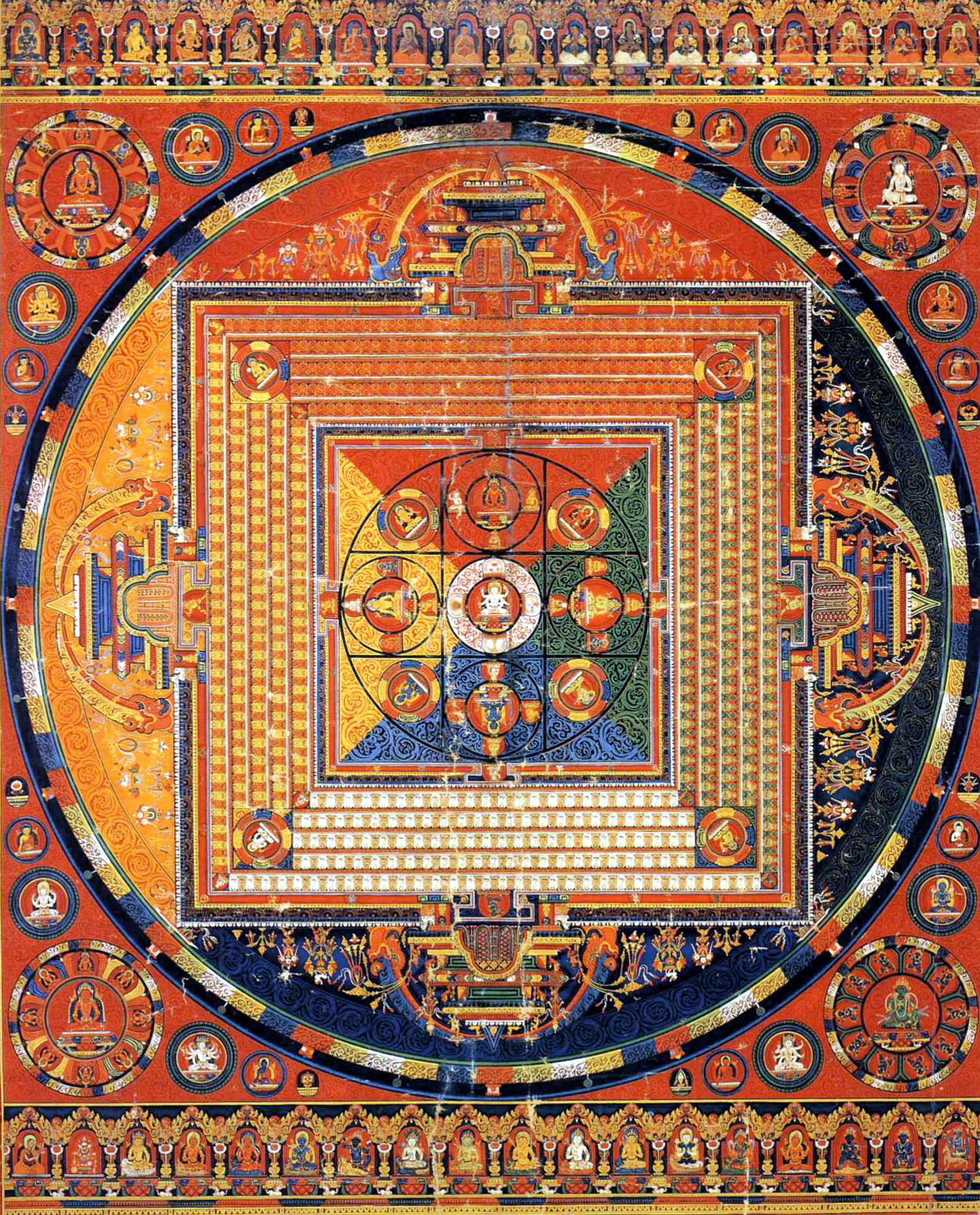
밀교의 금강계 만다라

신라에 밀교(密敎)가 처음 들어온 것은 선덕여왕(善德女王: 재위 632~647) 4년(635)에 명랑법사(明朗法師)가 당나라에서 귀국하면서부터이다. 그는 승려 자장(慈藏)의 외숙(外叔)으로 선덕여왕 원년(632)에 당나라에 들어갔다가 귀국할 때 신인비법(神印秘法) 혹은 문두루비법(文頭婁秘法: Mantra)이라는 방위신(方位神)을 신앙 대상으로 삼는 주술적인 신앙을 들여왔다. 밀교는 대승불교를 난숙하게 발달시켜 타력신앙(他力信仰)을 강조하다 파생된 신앙형태로서, 주술을 통해 병귀(病鬼)와 악귀를 쫓고 초자연적 힘을 구사하여 외적을 물리치는 등 실리적 효과를 목적으로 하는 교파이다.
명랑은 이러한 밀교를 신라에 처음 전래하여 신인종(神印宗)의 종조가 되었고, 같은 시대의 밀본(密本)도 비밀법(秘密法)을 통해 선덕여왕의 질병을 치유하여 밀교 전파에 공헌하였다.
그 후 혜통(惠通)은 당나라에서 인도 밀교승 선무외(善無畏)에게 밀교 교의를 배운 다음 문무왕 5년(665)에 귀국하여 크게 교풍(敎風)을 일으켰다. 후대에 혜통을 진언종(眞言宗)의 조사로 삼을 정도로 그의 밀교 전파에 대한 공로는 큰 것이었다. 혜통 이전까지 전래된 밀교는 잡밀교(雜密敎)여서 주술적인 면이 강조된 반면, 혜통은 영묘사승(靈妙沙僧) 불가사의(不可思議)의 순밀교(純密敎)를 처음 신라에 전하여 태장법(胎藏法)과 금강법(金剛法)에 의해 불교의 오의(奧義)를 터득하는 길을 열었다.
신라 후대의 불교신앙은 미신과 결부된 주술적 밀교신앙이 횡행하여 본래의 탄력을 잃고 타락적인 양상을 드러내기에 이르렀다.

#### 신라 불교의 특징
신라의 불교는 호국불교(護國佛敎)의 경향이 강하여 진흥왕(眞興王: 재위 540~576) 이후 신라는 불교정신에 입각하여 국민을 단합시켰던바 그 대표적인 것으로는 팔관재회(八關齋會), 백고강좌(百高講座), 황룡사 9층탑(九層塔) 건립, 사천왕사(四天王寺) 건립 등이 있으며, 특히 세속오계(世俗五戒) 등은 모두 불교정신에 의해 민족을 단합하고 국가를 수호하기 위한 뜻을 담고 있다.
팔관재회는 불교를 배우기 위한 범국민적 집회였으며, 백고강좌는 《인왕반야경(仁王般若經)》의 호국적인 사상을 익히는 법회였으며, 황룡사 9층탑 건립은 자장(慈藏: 590~658)이 중국에 가서 본국의 선덕여왕(재위 632~647)의 여성으로서의 연약한 면을 보좌하고 국가 권위를 세울 것을 암시받고 돌아와 인접 9개국을 진압한다는 의미로 9층탑을 세웠다고 한다. 사천왕사(四天王寺) 또한 불교를 보호하는 동서남북의 사천왕(四天王)이 신라를 호위함을 상징하는 것이었으며, 원광(圓光: 542~640)의 세속오계는 호국의 표준이념이 되었다. 또한 원승(圓勝), 혜숙(惠宿: fl. 600), 혜공(惠空: fl. 7세기 후반) 등 많은 고승들이 나와 능히 삼국을 통일(676년, 문무왕 7년)할 수 있는 정신적 역량을 길러 왔다.

### 인도 구법순례승의 활동
백제의 겸익(謙益)이 삼국시대에 구법(求法)순례를 위해 인도를 방문한 이래 많은 승려들이 불교의 본고장인 인도로 떠났다. 삼국 통일기(676)를 전후하여 이들 유학승(留學僧)의 수는 급격히 증가되었으나 그들은 거의 대다수는 본국으로 귀환하지 못하고 일부는 인도에서, 일부는 귀국 도중 중국에서 세상을 떠났다.
아리나발마(阿離那跋摩)는 당(唐) 정관년간(貞觀年間: 627~649)에 장안(長安)을 떠나 중앙아시아를 거쳐 인도에 들어갔다. 당시 불교학의 최고학부인 인도 나란타사(那爛陀寺 · Nalanda)에 머물면서 연구하다가 70여 세로 그곳에서 세상을 떠났다. 혜업(慧業)도 같은 시기에 나란타사에 머물다가 귀국하지 못하고 60여 세로 일생을 마쳤다. 현각(玄恪)은 당나라 승려 현조(玄照)와 함께 인도로 들어가 대각사에서 공부하다가 40세를 겨우 넘어 병으로 죽었다.
현태(玄太)는 당 영휘년간(永徽年間: 650~655)에 티베트 방면을 통해 중인도(中印度)에 들어가 고타마 붓다가 대각(大覺)을 얻은 부다가야(佛陀伽耶 · Buddhagaya)의 보리수를 참배하고 이어서 그곳 대각사(大覺寺)에서 연구를 한 다음 다시 당나라로 돌아왔다. 그러나 당나라에서 그 후 무엇을 하였는지는 알려지지 않고 있다. 한편 혜륜(惠輪)은 산스크리트어에 능했던 승려로, 당(唐) 인덕(麟德) 3년(666)에 인도에 들어가 신자사(信者寺)에서 10년간 유학을 마친 다음 토카라 지방(Tokharistan: 현재의 발크(Balkh))의 사원으로 옮겨갔다는 기록이 있다. 이외에도 구법순례 도중 수마트라(Sumatra)섬 서해안 파로사국(婆魯師國 · Baros)에서 병사한 2인의 신라 유학승이 있었다는 기록이 전해지나, 그들의 이름은 밝혀지지 않고 있다.
대범(大梵)은 신라 무열왕(재위 654∼661) 때 인도 대각사에서 연구를 하고 다시 당나라로 돌아가 중국 불교계를 위해 공헌하였다. 원표(元表)는 경덕왕 때 입당(入唐)한 후 당 천보년(天寶年)에 다시 인도로 들어가 성지(聖地)를 순례하고 당으로 돌아왔다. 귀국시 그는 《화엄경(華嚴經)》 80권을 가지고 왔으며 지제산(支提山) 석실(石室)에 들어가 고행(苦行)과 연구를 계속했다.
《왕오천축국전(往五天竺國傳)》의 저자로 유명한 혜초(慧超: 704~787)는 일찍 당나라에 들어가 당시 인도에서 나와 있던 고승 금강지(金剛智 · Vajrabodhi)에게서 사사(師事)하다가 인도로 들어갔다. 그는 벵골만(Bengal灣)에 있는 니코바르 군도(Nicobar群島)를 거쳐 인도에 들어갔고, 거기서 갠지스강(Ganges江) 유역 비하르(Bihar) 지방의 마가다국(Magadha國), 고타마 붓다의 열반지(涅槃地)인 쿠시나가라국(Kusinagara國)과 성도지(成道地)인 부다가야 등의 성지를 순방하고 중인도 · 남인도를 거쳐 서인도 · 북인도를 두루 순방하고 나서 토카라국을 거쳐 아무다리야강(Amudarya江)을 지나 사마르칸트(Samarkand) 지방으로 들어갔다. 다시 파미르(Pamir) 고원을 넘어 동튀르키스탄(東Turkestan)을 거쳐 타슈켄트(Tashkent)까지 들어갔다가 다시 당(唐) 안서도호부(安西都護府)가 있는 쿠차국(Kucha · 龜慈國)으로 돌아왔으니 이때가 당 개원(開元) 15년(727) 11월 상순이었고 신라 성덕왕(聖德王) 26년이었다. 당으로 돌아온 후 혜초는 금강지(金剛智)와 그의 제자 불공(不空 · Amoghavajra)에게 밀교(密敎)를 배우며 밀교 경전을 번역하다 끝내 고국에 돌아오지 못하고 당나라에서 죽었다.
혜초의 이 기록은 프랑스의 동양학자인 펠리오(Paul Pelliot)에 의해 1910년 둔황(敦惶) 명사산(鳴沙山) 천불동(千佛洞) 석실(石室)에서 극적으로 발견된 그의 《왕오천축국전》에 의해 알려지게 된 것이다. 혜초의 이 기행기는 동서 문화교섭사의 귀중한 자료로서, 당시의 인도는 물론 중앙아시아의 종교 · 풍습 · 인종을 알려주는 희귀한 문헌 중 하나가 되었다.

## 남북국 시대의 신라 (661~935)

### 시기 구분 및 역사
남북국 시대의 신라 불교를 크게 3분하면 다음과 같다.
1. 전성기(全盛期):  문무왕(재위 661~681)에서 혜공왕(재위 765~780) 때까지
2. 침체기(沈滯期):  선덕왕(재위 780~785) 때부터 헌덕왕(재위 809~826) 때까지
3. 선법전래기(禪法傳來期): 흥덕왕 원년(826)에서 신라 멸망기(935)까지

#### 전성기 (661~780)
남북국 시대 신라 불교의 전성기(全盛期)는 문무왕(재위 661~681)에서 혜공왕(재위 765~780) 때까지로서 수많은 학승(學僧)을 배출하여 대승(大乘)의 종파와 교학이 크게 일어나게 된 학해불교(學解佛敎) 문화의 극치를 이룬 시기이다.
신라는 제30대 문무왕 때에 이르러 당나라의 원조를 받아 마침내 삼국통일(676)의 대업을 성취했다. 겉으로는 당나라를 모방한 듯했지만, 안으로는 평화가 깃들여 태평성대를 구가했고 문화는 눈부시게 뻗어갔으며, 불교도 크게 융성했다.  신라의 승려들은 뒤를 이어 당나라에 들어가 그곳의 불교 교학을 배워 왔다. 그래서 한국 불교사상 유례가 없는 황금시대를 가져오게 되었다.
전성기에는 많은 고승들이 속출하였는데 그 대표적 인물로는 원효(元曉) · 의상(義湘) · 원측(圓側) 등이 있다.

#### 침체기 (780~826)
남북국 시대 신라 불교의 침체기(沈滯期)는 선덕왕(재위 780~785) 때부터 헌덕왕(재위 809~826) 때까지로, 불교(佛敎)가 국가사회에 별로 영향을 주지 못한 시기이다.
35대 경덕왕(재위 742~765) 때에까지 활발했던 신라불교는 그 후 점점 침체되어 갔다. 이 무렵에 직절 간명한 선(禪)불교가 중국에서 들어오게 되었다. 이 새로운 선풍(禪風)은 중국에서 달마 이래 종풍이 확립되어 독특한 선종(禪宗)으로 성립 · 발전된 것이다. 중국의 선종이 6조(六祖) 혜능(慧能: 638~713)에 이르러 북선(北禪)과 남선(南禪)으로 나뉘면서 그 기세가 극성할 무렵 신라 학승들이 선법을 배워 온 것이다. 신수(神秀: ?~706)의 북선(北禪)은 흔적만 남을 정도로 미미했지만, 6조 혜능의 남선(南禪)은 크게 일어나 신라의 선종을 형성하기에 이르렀다.

#### 선법전래기 (826~935)
남북국 시대 신라 불교의 선법전래기(禪法傳來期)는 흥덕왕 원년(826)에서 신라 멸망기(935)까지로서 실천활동으로서의 선불교(禪佛敎), 특히 중국의 달마선(達摩禪)이 전래, 성행하게 된 시기이다.
한국에 전해진 선법은 6조 혜능의 남선(南禪)의 후손들에 의해서라고 할 수 있다. 그 첫 전법자가 도의(道義: d. 825)이다. 그는 선덕왕(宣德王) 5년(784)에 당으로 가서 마조(馬祖) 도일(道一)의 고제자 서당(西堂) 지장(智藏)에게서 법을 얻고 현덕왕 23년(831)에 귀국, 선법을 일으키고자 했으나 신라에서는 그것을 이해하지 못하고 오히려 마설(魔說)이라고 거부했다. 그래서 도의는 설악산에 은거, 그 법을 제자 염거(廉居)에게 전하니 염거는 다시 체징(體澄: 804~880/890)에게 법을 전했다. 설악산에서 도의(道義)의 법을 배운 체징(體澄)은 837년에 당에 건너갔으나 실망하고 840년에 신라로 돌아와서 장흥의 가지산(迦智山)에서 보림사(寶林寺)를 창건하고 도의의 종풍을 떨쳤다. 이로써 선종 9산의 일파로 가지산문이 최초로 성립되었다. 이렇게 해서 9산선문(九山禪門)이 이루어지기 시작했다.

### 전성기의 주요 승려

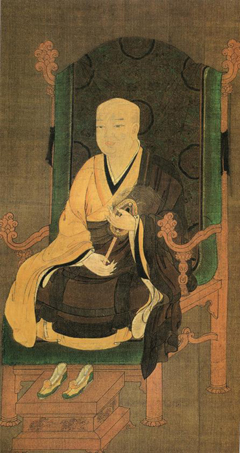
신라 불교 전성기의 대표적인 인물 의상

신라 불교의 전성기(661~780)는 또한 한국 불교사에서 유례가 없는 황금기이기도 하다. 이 때의 주요한 승려로는 원효 · 의상 · 원측이 있으며, 이들의 사상과 활동은 한국 불교에 큰 영향을 끼쳤다. 특히 원효는 신라 불교는 물론이요 한국 불교의 가장 위대한 고승으로 평가받고 있다.

#### 원효
원효(元曉: 617~686)는 45세때(문무왕 원년, 661) 의상(義湘)과 함께 당에 가던 도중 참된 법을 체험하고 도중에 돌아와 저술과 교화에 힘쓰다가 신문왕 6년(686)에 입적하였다. 그의 저술은 240여 권이라는 방대한 규모이며 오늘날 20부 22권의 전집에 수록되어 있다.  그의 중심사상은 일심사상에 의한 원융회통(圓融會通)으로, 모든 사상을 깊이 연구하여 서로 상통하는 원리를 구현시키고 있다.

#### 의상
의상(義湘: 625~702)은 문무왕(文武王) 원년(661)에 당에 유학하여 지엄(至嚴)의 문하에서 학명을 떨치고, 문무왕 11년(671)에 돌아와 부석사(浮石寺)를 건립하여 화엄교학의 중심도량으로 삼았다. 이리하여 3000여 제자가 운집했으며 그 중에 뛰어난 제자 10인을 상문10덕(湘門十德)이라고 했다. 원효는 교화 · 연구 · 저술에 힘쓴 반면 의상은 후진교육 · 교단향상에 크게 이바지하였다.

#### 원측
원측(圓測: 613~696)은 왕손으로서 15세때 당에 유학하여 고승들에게 유식론(唯識論)을 배우고 산스크리트어 등 6개 국어에 능통했으며, 당 태종에게서 도첩(圖牒)을 받고 유가론(瑜伽論) · 유식론(唯識論)을 강의했다. 그는 규기(窺基)의 전통적 유식사상보다 앞선 대가였다.

#### 기타
이 밖에도 성덕왕(재위 702~764) 때의 혜초(惠超), 경덕왕(재위 742~764)때의 대현(大賢) · 진표(眞表), 고구려 출신의 승려 보덕(普德) · 혜량(惠亮) 등의 고승들이 있었다.

### 승관 제도
승관 제도(僧官制度)는 신라 시대 사원(寺院) 및 교단(敎團)을 통솔하기 위한 승직제도(僧職制度)이다. 이 제도가 언제 누구에 의해 설치되었으며 그 직무가 무엇인지는 상세히 알 수 없으나 《삼국사기》와 《삼국유사》에 나타난 단편적인 기록을 통해 다음과 같은 직계(職制)가 존립했었음을 알 수 있다.
1. 국통(國統) 또는 승통(僧統)
2. 대서성(大書省)
3. 소서성(小書省)
4. 대도유나(大都維那)
5. 도유나랑(都維那娘)
6. 주통(州統)
7. 군통(郡統)

이 밖에 국통 밑에 군승정(軍僧正)이 있었고, 9명의 주통과는 달리 절주통(節州統)이 있었다.
원성왕 원년(785)에 정관(政官, 혹은 政法典)이 설치되었고 그 장(長)을 정법사(政法事)라 하였는데, 이들 승관(僧官)은 행정사무를 관장하는 한편 국민교화의 지도자로서의 직분도 부여받았으며, 또 군사적인 기능까지도 지닌 것으로 생각된다. 그밖에 사천왕사(四天王寺)를 비롯한 7개 사원에는 그 사찰의 운영과 영선(營繕)을 맡아보는 사성전(寺成典)을 두었다.

### 신라원과 적산 법화원
남북국 시대 신라와 당(唐)의 교역이 성하던 산둥반도(山東半島)와 장쑤성(江蘇省) 등 신라인의 왕래가 빈번한 곳에 설치되었던 신라인들의 집단거주지를 신라방(新羅坊)이라 하며 이곳에 세운 사찰을 신라원(新羅院)이라 한다. 신라원은 재당(在唐) 신라인의 신앙 의지처이자 항해의 안전을 기원하던 예배처였다.
흥덕왕(재위 826~836) 때 장보고가 산둥반도 적산촌(赤山村)에 세운 법화원(法華院)은 특히 유명했던 신라원이다. 이 적산 법화원은 해외 포교원(布敎院) 역할을 하였을 뿐만 아니라 신라 내지(內地)와의 연락기관 구실도 하여 신라의 도당승(渡唐僧)은 물론 일본 승려들이 이곳을 거치며 많은 도움을 입었다. 일본 천태종의 승려 엔닌(圓仁)은 그 좋은 예다. 적산 법화원은 많은 재력(財力)을 갖고 있었으며 담표(曇表), 법청(法廳), 양현(諒賢), 성림(聖琳) 등 30여 명의 승려들이 상주하였고, 그 중에는 궤범(軌範), 혜각(惠覺), 법행(法行), 충신(忠信) 등의 선사(禪師)들도 있었다. 연중행사로서 신라의 예를 따라 8월 15일을 전후하여 3일간의 축제를 열고 또 정기적인 강경회(講經會)를 여는 등 활발한 불교행사를 행하였다.

### 사원 경제
사원 운영을 위한 재원(財源)은 신도들의 재물(財物) 시납(施納)에 의존하였으며, 이를 기반으로 사원경제가 형성되었다. 사원의 재산 형태는 토지와 노예가 있고, 토지는 국가에서 주는 사전과 일반 신도들이 기진(寄進)하는 장전(莊田)이 대부분을 차지하였다. 그 외에도 사찰은 이식(利殖)을 도모하여 대곡(貸穀)의 형식으로 재원을 증대시켰고, 한편 사원에서 시주된 토지는 국가에서 면세조처를 받을 수 있어 수많은 전답이 사원에 기진되었다. 이러한 요인들은 사원경제를 비대하게 만들었고 상대적으로 국가의 재원을 고갈시켰다. 또 이식(利殖)의 증대를 위한 대곡제(貸穀制)는 농민들에게 큰 부담을 주어 가난에 허덕이게 하였다.
이러한 폐단은 이미 문무왕 4년(664)에 재화(財貨)와 전지(田地)를 불사(佛寺)에 시주하는 일을 금하는 영(令)까지 내리게 하였으나 전지(田地)의 시납(施納)은 계속되어 효소왕(孝昭王) 2년(693)에 백률사(柏栗寺)에 1만경(頃)의 전지가 시주되었고, 혜공왕(惠恭王) 15년(779)에 취선사(鷲仙寺)에 30결(結), 헌강왕(憲康王) 5년(879)에는 봉암사(鳳巖寺)에 500결의 전지가 시납되었다. 한편 사원측에서 다량의 전답을 매입한 사실도 있어 그 매입문서가 남아 전해 오고 있다. 이와 같이 하여 불교 사원은 유력한 토지소유자로 군림하게 되었고 사원경제는 국가경제와 직결되는 정치적인 문제를 제기하여 군신들로 하여금 수차에 걸친 전답 시주 금지의 상소를 올리게 하였으며, 불교측으로는 내부적인 부패를 초래하는 하나의 계기가 되었다.

### 사원 노비
사원 노비(寺院奴婢)는 신라 시대의 사원에 거주하던 비승려(非僧侶)로서, 사승(寺僧)을 도와 사원의 경영 및 제반 업무에 종사하던 신분이다. 이들은 후대에 와서 그 신분이 비천해졌지만 처음에는 농노제(農奴制) 사회에 있어서의 노비와는 따른 성격을 지니고 있었다.  성별에 따라 남자는 사노(寺奴), 여자는 사비(寺婢)라 불리었는데 그 성분은 다음 세 종류로 구분되었다.
1. 왕족궁척(王族宮戚): 법흥왕(재위 514~540)이 사문(沙門)이 되어 흥륜사에 들어갈 때 궁척들을 사예(寺隸)로 사찰에 시주하였다. 그 후 한동안 사예는 왕손(王孫)이라 호칭되었다.
2. 귀족: 귀족의 자녀가 스스로 불사(佛寺)에 몸을 바쳐 사원 노비가 되었다. 태종 무열왕(재위 654~661) 때 재상 김량도(金良圖)는 자기의 두 딸 화개(花開), 연보(蓮寶)를 사비(寺婢)가 되게 하였다.
3. 죄인: 역적이나 죄인의 일족을 노비로 삼았으니 태종 무열왕 때 역신(逆臣) 모척(毛斥)의 가족을 노비로 삼았다.

## 고려 시대 (918~1392)

### 고려 전기·중기 (918~1101)

#### 고려 전기·중기 불교의 개요

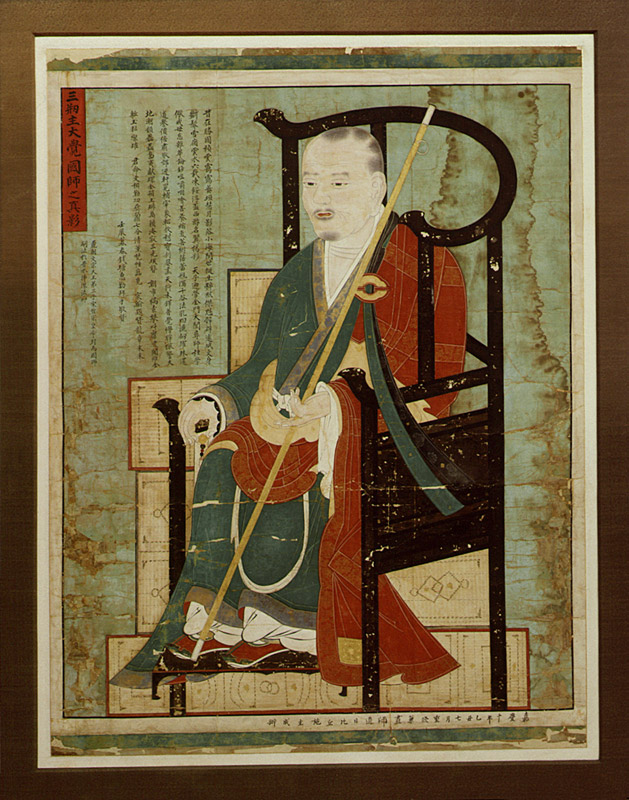
대각국사 의천

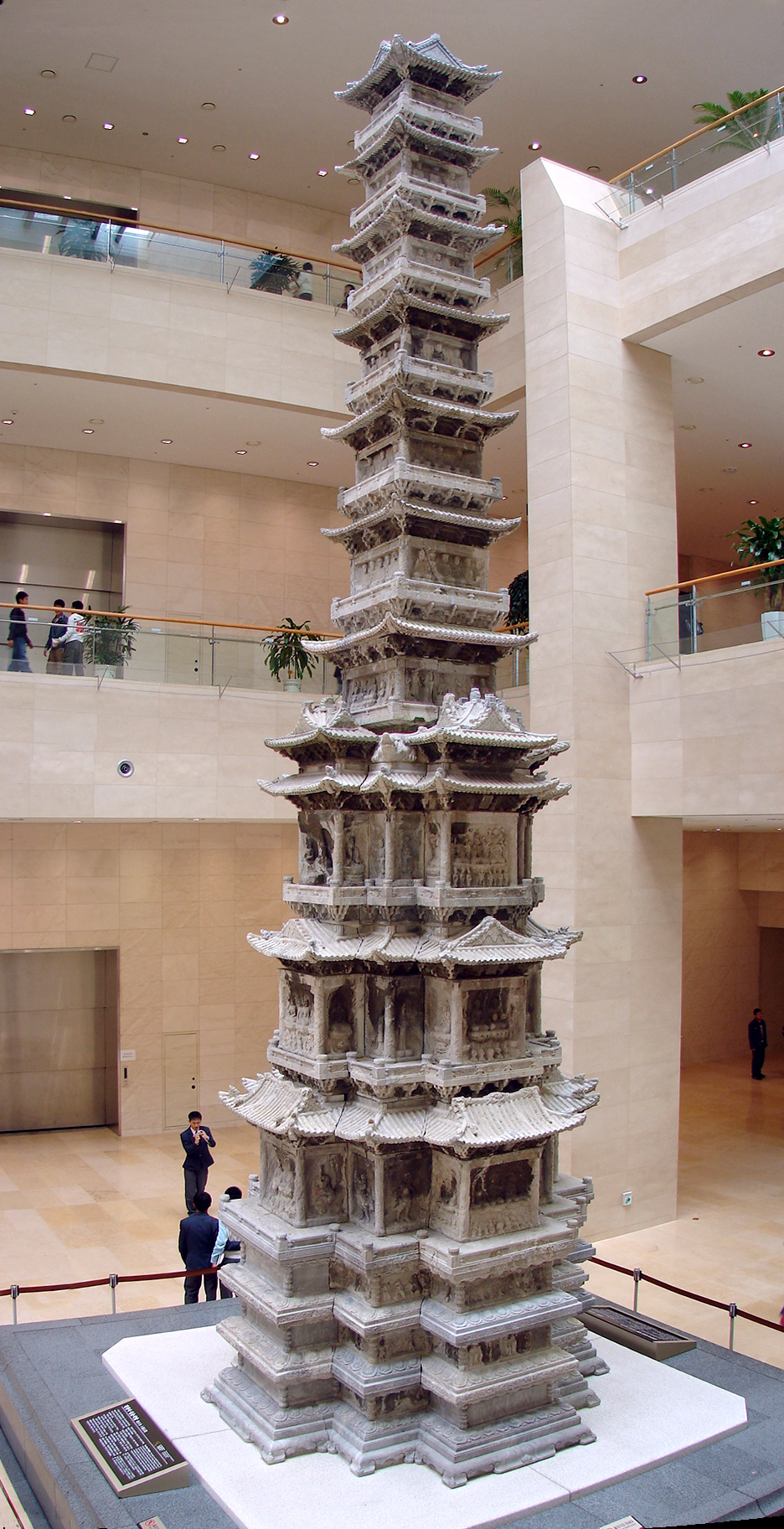
경천사 십층석탑: 고려 충목왕 4년 (1348), 대한민국 국보 제 86호

고려 태조(재위 918~943)는 신라 말기에 출현한 도선(道詵: 826~898)의 도참설, 즉 불교의 선근공덕(善根功德) 사상에 도교의 음양오행과 풍수지리를 가미한 과도기적인 사상에 영향을 받았으며 도선의 사후에도 그를 숭배했다. 태조는 불교 신앙에 의해 민심을 수습하고 국운의 가호를 얻으려고 했다. 그래서 불교 외호(外護)에 힘쓰고 절을 짓고 법회를 열었다. 송도(松都)에 호국도량(護國道場)으로 10개의 절을 짓고 서경(西京)에 9층석탑을 세우며, 몸소 불교를 널리 펼 것을 발원하는 글을 썼다. 특히 계계승승 왕가에서 불교를 믿도록 하기 위해 〈훈요10조(訓要十條)〉를 만들고, 팔관회(八關會)와 함께 연등회(燃燈會)를 열 것을 당부했다. 불교의 의식과 법회에 의해서 나라를 보호하려는 태조의 염원은 고려불교의 성격과 방향을 개국 초부터 굳혀버린 것이다.  고려조 전체를 통하여 이와 같이 고정화되어 버린 속신적(俗信的) 기복(祈福)의 저속성은 국민사상을 구제하지 못했고, 그로 인해 시대정신을 선도할 역량을 교단에서도 잃어버렸다.
태조는 불교를 외호하는 데 있어서 종파에 차별을 두지는 않았으나, 자신의 무인적인 성격에서 자연 선종을 좋아하여 선승(禪僧)에게 귀의하였고, 왕사(王師)와 국사(國師) 제도는 이때부터 시작됐다. 958년 관리등용을 위해 과거제도를 쓴 데에 견주어, 승려의 위계질서를 가리려고 승과(僧科)를 설치했다.  이것은 승려를 존경하는 것 같으면서도 한편 그들을 통제하려는 의도였던 것이다. 신라 말기에 형성되기 시작한 9산선문은 고려에 와서 이엄(利嚴: 866~932)의 수미산파의 성립으로 마침내 완성되었다고 볼 수 있다. 이러한 선법의 영향으로 여러 종파의 교학이  빛을 잃은 듯했으나 화엄교학만은 그 세력을 잃지 않았다. 남북국 시대에 의상(義湘: 625~702)이 화엄을 널리 펼친 이래 끊임없이 연구되어 고려에 계승된 것이다. 화엄교학은 고려조 전체를 통해 선종이나 교종을 막론하고 널리 연구되었던 것이다. 그것은 대승보살의 실천적 행동을 강조한 사상이었기 때문이다. 균여(均如: 923~973)의 《보현십원가》도 이 화엄교학에서 비롯된 것이다.
고려시대에는 왕자들의 출가가 많았는데, 의천(義天: 1055~1101, 대각국사(大覺國師))은 문종의 제4왕자로 11세에 출가하여, 영통사의 왕사 난원(爛圓)에게서 화엄을 배웠다. 그는 송(宋)에도 유학하였으며, 그때 천태학(天台學)을 전수받고 귀국 후에는 천태교관(敎觀)을 널리 강설했다. 그는 또 교장도감을 설치, 국내외의 논저(論著)를 널리 수집하여 《속장경(續藏經)》을 출판했다. 대각국사가 국청사에서 천태교학을 강의한 뒤부터 천태종이 성립(1097)되었다.

#### 고려 태조와 불교
왕건(877~943)은 고려의 태조(재위 918~943)가 되어 왕위에 오르자 고려국의 건설은 불법(佛法)의 가호(加護)에 의한 것이라고 믿어 불교에 귀의하게 되었다. 따라서 국운의 번영을 위해 많은 사탑(寺塔)을 세우고 불사를 크게 일으키며 불교 옹호에 힘썼다.
태조는 즉위 원년(918)에 팔관회(八關會)를 베풀었고, 이것을 연례행사로 삼았다. 동 2년에는 송악(松嶽: 개성)에 천도하고 성내에 법왕사(法王寺), 자운사(慈雲寺), 내제석원(內帝釋院) 등의 10대사(十大寺)를 세웠으며, 많은 사탑을 새로 개수하였다. 고승을 맞아들여 사사(師事)하였고, 또 자기의 옛집을 광명사(廣明寺)라는 절로 만들었으며, 사문(沙門) 홍경(洪慶)이 당에서 대장경 1부를 싣고 예성강에 이르렀을 때 왕은 친히 이를 맞이하여 제석원(帝釋院)에 안치하였다. 그 후 태조 23년(940)에 개태사(開泰寺)를 세우고 낙성화엄법회(落成華嚴法會)에 왕이 소문(疏文)을 짓기도 했다. 또한 무차대회(無遮大會)를 연례행사로 베풀었고, 그의 제5대 왕자 증통국사(證通國師)는 출가까지 시켰다. 그 외에도 왕은 경유(慶猷)와 충담(忠湛)을 왕사로 삼고 현휘(玄暉)를 국사로 삼았으며, 신라가 9층탑을 세워 3국을 통일한 고사를 본떠서 통일의 대업을 이룩고자 개성에 7층탑, 평양에 9층탑을 세웠다. 개국사(開國寺)를 지을 때는 병사들을 동원하였으며 병기를 건축자재에 충당하였다고 하는 것으로 보아 그의 신심(信心)을 짐작할 수 있다. 더구나 그는 500곳의 사원을 세웠으며 불상과 탑을 모두 합하면 3,500여개나 된다고 한다.

### 고려 중기·후기 (1101~1392)

#### 고려 중기·후기 불교의 개요
고려는 초기부터 선(禪)이 성하였으나 천태교학이 들어온 뒤부터 중기에는 재래의 선종(6조 혜능의 영향을 받은 조계종)은 심히 부진하게 되었다. 이때 고승 지눌(知訥: 1158~1210)이 나와 조계선종의 중흥을 이루었다. 많은 선승이 끊이지 않고 배출되어 고려불교의 후기는 선종 일색이 되었는데, 지눌은 9산선문의 교리를 종합하여 한국 불교의 정통인 조계종을 확립하기에 이르렀다.
고려시대에 특기할 것은 역시 《고려대장경》의 판각이다. 태조(재위 918~943) 때부터 강조된 국가를 위한 신불(信佛) 사상은 《고려대장경》이란 거대하고 찬연한 민족문화 사업을 이루어 놓았다. 이 《고려대장경》은 양과 질에 있어서 세계 모든 대장경의 표본이 되고 있다.
이와 같이 문화유산을 남긴 불교이지만 고려말에 이르러서는 국권의 쇠퇴와 함께 불교도 함께 기울어졌다. 그런 중에도 인도에서 온 지공(指空: ?~1363)과 태고(太古: 1301~1382) · 백운(白雲: 1299~1375) · 나옹(懶翁: 1320~1376) 등 4선승은 고려말을 장식한 찬란한 별들이었다.

#### 사원경제
사원경제의 구성요소는 인적자원(人的資源)으로서의 각종 노비(奴婢)의 증대 및 그들 노비에 의한 다양한 노역(勞役)과 물적자원(物的資源)으로서의 왕실귀족(王室貴族) 등에 의한 사여전(賜與田) · 시납전(施納田), 양민(良民)에 의한 투탁전(投託田), 기타 점탈(占奪)에 의한 전지(田地)의 증대 등이 기초가 되었다. 이러한 재원(財源)을 토대로 사원 내의 승려들은 각종 수공업(手工業)과 상업을 진흥시켜 사재(寺財)의 충실을 기하였다.
사원의 특권적 지위는 사령내(寺領內)의 전토(田土)에 대한 면세권(免稅權) 행사에서 두드러지게 나타나 귀족 및 양민들은 자기 소유의 토지를 사원 명의로 하여 과세(課稅)를 면하려 하였으며, 또 정부의 주구(誅求)를 피하기 위하여 전지를 투탁(投託)함으로써 사원의 소작인이 되기도 하였다. 뿐만 아니라 사원은 곡물(穀物)과 주류(酒類)를 양조하고 또는 염전을 경영하여 그것을 판매함으로써 사재(寺財)를 확충시켰다.
이와 같은 경향은 한편으로 승려의 사생활을 호화롭게 할 뿐만 아니라 극단의 사치생활을 영위하게 하였으며, 본래의 사명을 망각한 승려들의 수가 늘어나자, 세인(世人)의 반감과 원성이 높아지고 유신(儒臣)들의 배불론(排佛論)이 대두하기에까지 이르러 국가 발전에 장해를 주기도 하였다.

#### 교단의 문란
지나치게 번잡한 불교행사는 고려(918~1392) 사회에 많은 폐단을 가져왔다. 사탑(寺塔)의 남설(濫設)과 행사(行事)의 번다로 국가경제와 국민생활은 극도로 궁핍하였으며, 또한 병역(兵役)의 의무를 피하여 출가를 가탁(假託)하는 자가 많아 승려의 질이 저하되었다.
고종(高宗: 재위 1213~1259) 때에 와서는 권신(權臣) 최우(崔瑀: 1166~1249)의 서자 승(僧) 만종(萬宗) · 만전(萬全)이 악승(惡僧)을 모아 재화를 늘리는 일로 업(業)을 삼아 금은곡백(穀帛)을 쌓았으며, 그 문도(門徒)들은 각 사원에 분산되어 심한 횡포를 부렸다. 충렬왕(忠烈王: 재위 1274~1308) 때는 원조(元朝)의 위압(威壓)이 컸으며 토번승(吐蕃僧: 西藏僧)들이 인심을 무혹(誣惑)하였고, 또 라마의 미신은 신앙계를 흐려 놓았다. 특히 요술(妖術)로 사녀(士女)들을 유혹하고 사설(邪說)로 인심(人心)을 어지럽히는 사례가 많았다.

#### 배불론의 대두
불교의 지나친 부패와 타락은 필연적으로 유생들 사이에 배불론(排佛論)이 대두되게 하는 결과를 가져왔다. 성종(成宗: 재위 981~997) 때 최승로(崔承老: 927~989)의 상서(上書)를 비롯하여 갖가지 불교의 폐단과 부패를 지탄하고 시정을 촉구하는 상소가 있었으며, 문종(文宗: 재위 1046~1083) 10년에는 왕이 조칙을 내려 "계율(戒律)을 어기고 영리와 음주, 노래와 춤으로 법도를 어기니 기강을 바로잡으라"고 하였다. 공민왕(恭愍王: 재위 1351~1374) 때의 국자감 생원(國子監生員) 이색(李穡: 1328~1396)과 이조판서(吏曹判書) 강회백(姜淮伯)은 조불조탑(造佛造塔)으로 국가재정이 탕진되는 폐단을 시정하도록 촉구하기도 하였다. 창왕(昌王: 재위: 1388~1389) 때의 조인옥(趙仁沃: ?~1396), 공양왕(恭讓王: 재위 1389~1392) 때의 김자수(金子粹) · 김초(金貂) · 정도전(鄭道傳: 1342~1398) · 박초(朴礎) 등의 상소는 불교의 폐해를 극간(極諫)한 것이었다.

### 고려시대 불교의 종파

#### 고려 불교의 종파
5교종(五敎宗)과 9산선문(九山禪門)이 이미 신라 시대에 형성되었다고는 하지만 중국에서처럼 뚜렷한 종지(宗旨)를 갖고 종파를 이루지는 못했다. 뚜렷한 종파를 가진 종파가 형성된 때는 고려 시대에 들어서이다.
불교 종파의 기록을 보여주는 가장 오랜 자료는 대각국사묘지명(大覺國師墓誌銘) 일 것이다. 숙종 6년(1101)에 찬(撰)한 개성 흥왕사(興王寺)의 대각화상 묘지(墓誌)에는 계율종(戒律宗) · 법상종(法相宗) · 열반종(涅槃宗) · 법성종(法性宗) · 원융종(圓融宗) · 선적종(禪寂宗) 등 6종(宗)의 이름을 보여주고 있다. 이것은 대각국사 당시의 학불자(學佛者)종(宗)이라고 분명하게 기록되어 있다. 이렇게 보면 고려 초기에 6종이 있었음을 짐작할 수 있으며, 신라 시대에 형성되었다는 근거는 없다. 이 중 선적종을 선종(禪宗)이라 하여 나누어 설명하기도 하였다.
선종을 구체적으로 찾아보면 신라 후기에 20여 개 선파(禪派)가 개창되었던 것을 나말 여초(羅末麗初)에 정리하여 9산(九山)이라고 불렀다.  9산(九山)은 가지산(迦智山)의 도의(道義: 804~880)선사, 실상산(實相山)의 홍척(洪陟: 828~888)선사, 사굴산의 범일(梵日: 810~889)선사, 사자산(獅子山)의 철갑선사, 희양산(曦陽山)의 진감(眞鑑: 774~850)선사, 봉림산(鳳林山)의 현욱(玄昱: 787~868)선사, 수미산(須彌山)의 이엄(利嚴: 866~932)선사 등을 말한다. 이리하여 6종(六宗) 혹은 5교9산(五敎九山)으로 통칭하였던 것이다.
그러나 대각국사(大覺國師) 이후에는 5교9산이 5교양종(五敎兩宗)으로 바뀌었다.  5교양종이란 고려 원종 때(1206)부터 조선 태종(1418) 때까지의 각 종파를 총칭한 것으로 사실상 7종이 성립된 시대이다. 대각국사가 송(宋)나라에 다녀온 후 중국에는 교종(敎宗)의 한 종파였던 천태종(天台宗)이 한국에서는 선종(禪宗)에 가까운 불교로 성립된 것이다. 따라서 5교(五敎)도 개명되었으니 다음과 같다.
계율종(戒律宗) → 남산종(南山宗)
법상종(法相宗) → 자은종(慈恩宗)
원융종(圓融宗) → 화엄종(華嚴宗)
법성종(法性宗) → 중도종(中道宗)
열반종(涅槃宗) → 시흥종(始興宗)
6종 시대에는 5교 9산으로 통칭했으나 7종 시대에는 5교양종(五敎兩宗)이라고 통칭했다. 5교양종이란 5교종과 양선종(兩禪宗)이란 뜻으로서, 양선종이란 조계종과 천태종을 가리킨다. 천태종은 중국에서 창종된 것으로 교종의 하나였으나 고려에서는 선종의 하나로 취급되었다.
대각국사 의천(義天: 1055~1101)은 교종(敎宗)과 선종(禪宗)을 융통하되 교종의 입장을 떠나지 아니하였고, 보조국사 지눌(知訥: 1158~1210)은 선(禪)의 입장에서 선(禪) · 교(敎)의 일치(一致)를 제창함으로써 이 두 사상이 양종(兩宗)의 대조적 선풍을 이루게 되었다.
고려 불교의 특기할 만한 사상가는 보조국사 지눌인바 한국의 독자적 선(禪) 사상을 개발하여 조계종을 중흥하고 새로운 면목을 세웠으며, 그 후 혜심(慧諶) · 진각(眞覺) 등 16국사(國師)가 사자상승(師資相承)하였다.
고려 말(高麗末)에는 태고(太古) 보우(普愚: 1301~1382)가 9산선종(九山禪宗)을 통합(統合)하였으니 이 점에서 선계의 모든 스님들은 태고(太古)에 맥(脈)을 댔었다. 이후의 사계(嗣系) 문제는 아직 논란의 대상이 되고 있다.

#### 의천과 천태종의 성립

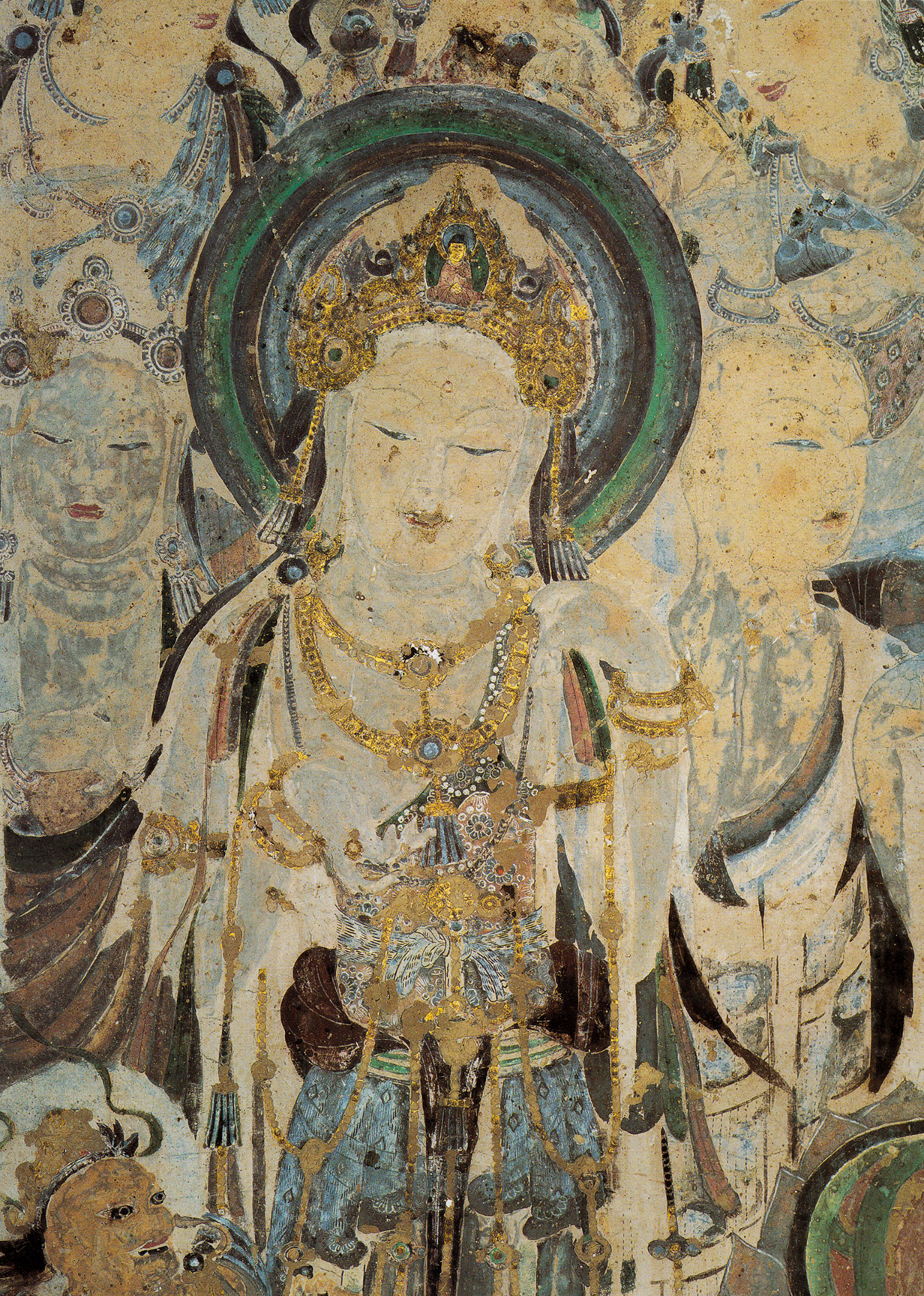
천태종의 소의경전인 《법화경》의 주요 인물인 관세음보살

신라에도 현광(玄光)이나 연광(緣光) 같은 천태교학에 밝은 학승(學僧)은 있었으나 천태종이 성립된 것은 대각국사가 국청사에서 천태교학을 강의한 뒤부터이다(1097). 숙종 4년(1099)의 식년(式年)에는 제1회 천태종의 승선(僧選)을 행하였다. 이로부터 천태종은 공인(公認)된 한 종이 된 것이다.
국청사를 천태종의 근본도량(根本道場)으로 하고 천태학을 강의하여 많은 승려들이 모여들었는데, 그 중에는 9산선문이나 화엄종의 승려도 많았다. 이리하여 근본도량인 국청사 외에도 전국에 6대본산(六大本山)을 두어 종풍(宗風)을 크게 떨쳤다.
당시 불교는 선(禪)과 교(敎)가 서로 자기만이 옳다고 주장하는 폐단을 갖고 있었는데, 이러한 폐단을 타파하고 전(全)불교가 대동단결하는 종합적이고 이론적인 체계를 수립하여 교관겸수(敎觀兼修)의 통일적 사상을 전개한 것이 천태종이었다.

#### 지눌과 조계종지의 성립
조계종(曹溪宗)이란 말이 정확하게 언제부터 있었는지는 확실하지 않으나 조계종지(曹溪宗旨)가 성립된 것은 지눌(1158~1210)에서부터였다. 지눌은 일찍이 《육조단경(六祖壇經)》과 이통현(李通玄)의 《화엄론(華嚴論)》에서 체용(體用)이 곧 정혜(定慧)라는 것과 화엄원돈지(華嚴圓頓旨)와 선지(禪旨)가 다르지 않음을 깨달았고 《대혜어록(大慧語錄)》에서 힘을 얻은 바가 있었다.
이와 같이 그는 화엄 · 천태 · 선학 등을 정혜겸수(定慧兼修)로써 포괄하고, 그 위에 돈오점수(頓悟漸修)를 제창하였다. 당시 9산선문은 모두 이 종지(宗旨)의 영향을 받아 한국 선종사(禪宗史)에 획기적인 비약을 가져왔다.
지눌은 또 선(禪)의 입장에서 염불문(念佛門)을 흡수하여 자심미타(自心彌陀)의 도리를 밝혔다. 선과 교가 저마다의 주장에 치우친 편견을 시정하여 선교일치(禪敎一致) 사상을 주장하고, 정혜겸수를 제창하여 조계산 수선사(修禪社)를 창설하고 종풍(宗風)을 수립했다.

#### 보우와 구산선문의 통합
고려 말에 이르러 승려가 타락하고 사원의 규범이 무너져 승단(僧團)은 부패하기 시작했다. 이 기회를 타서 유신(儒臣)들은 배불(排佛)하기 시작하였다. 보조국사 지눌(知訥: 1158~1210)에 의해 조계종지로의 내면적 통일은 되었다 하지만, 9산의 문파(門派)가 열립(列立)하여 각각 자기의 산문(山門)을 자부(自負)하고 피차의 우열을 논하기를 능사(能事)로 삼았다. 그때 태고 보우(太古普愚: 1301~1382)는 9산선문(九山禪門)의 병폐를 우려하고 서로간의 우열을 없애기 위하여 조계종이란 이름으로 9산을 통합하고자 그 취지를 공민왕(재위 1351~1374)에게 헌언(獻言)하였다. 공민왕은 광명사(廣明寺)에 원융부(圓融府)를 설치하고 9산을 통합할 것을 허락하였다. 이렇게 하여 보조국사 지눌에 의하여 한국 특유의 종지가 확립되어 내면적인 통일이 되었고, 공민왕 5년 태고 보우에 의하여 외면적으로 통일된 조계종이 이루어졌다.

### 대장경 조판

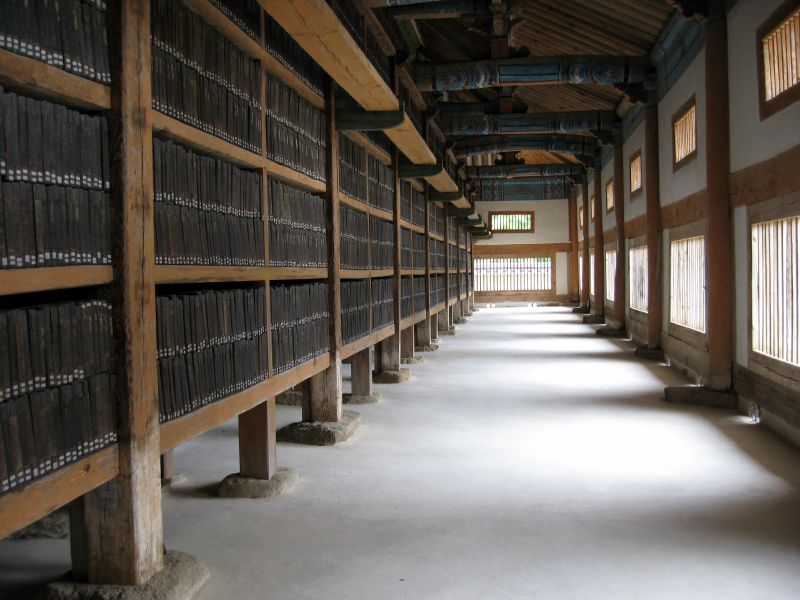
해인사에 보관중인 팔만대장경

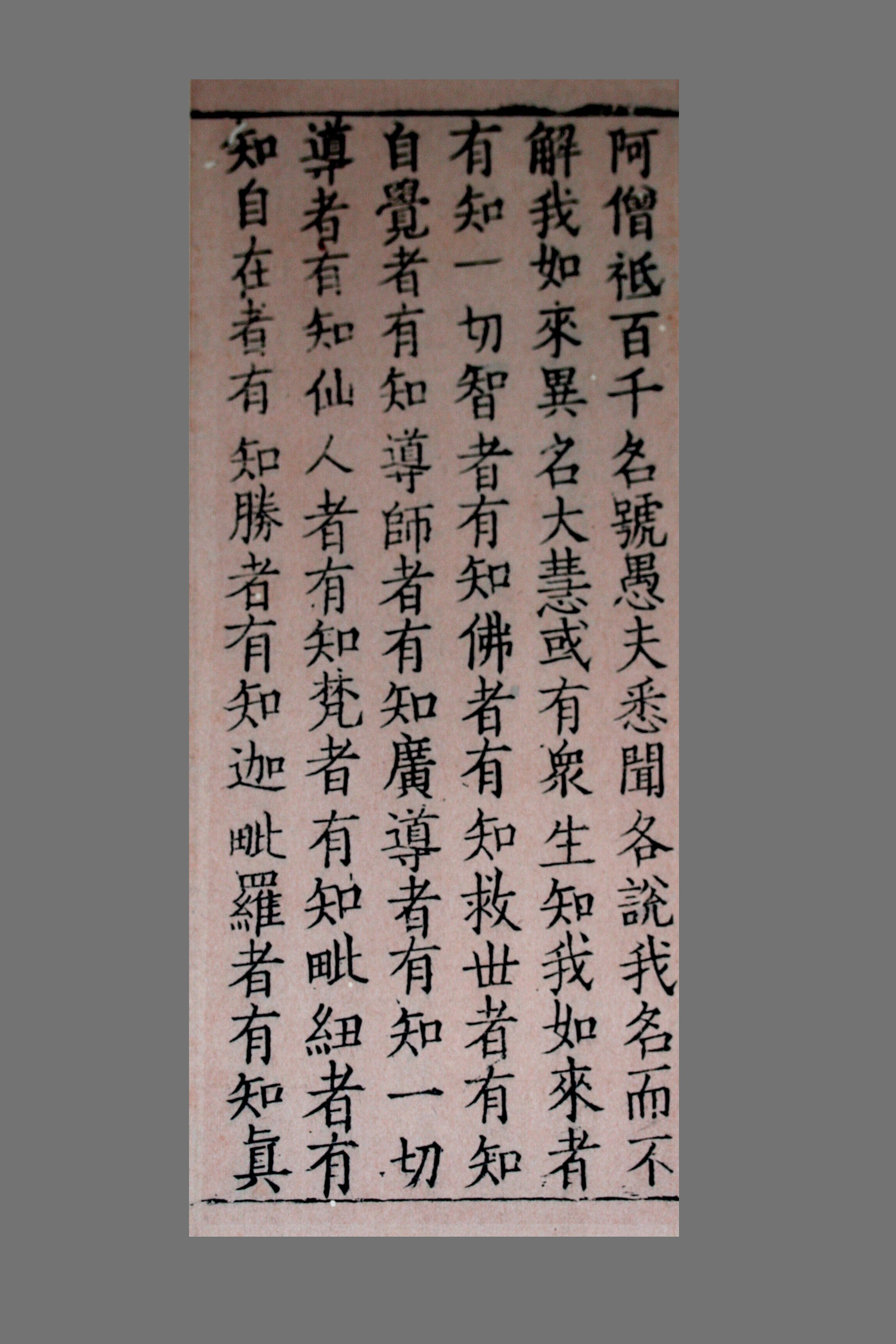
고려대장경으로 만든 경전의 한 페이지 (1371)

고려 시대에 있어서 《대장경》의 조판은 전후 두 번에 걸쳐 있었다. 처음은 현종(顯宗: 재위 1009~1031) 때이고, 다음은 고종(高宗: 재위 1213~1259) 때이다. 이것을 《초조장경(初雕藏經)》·《재조장경(再雕藏經)》이라 한다.

#### 초조장경
현종(顯宗: 재위 1009~1031) 2년(1010)에 거란(契丹)의 성종(聖宗)이 쳐들어와서 의주(義州) · 선천(宣川)을 빼앗고 평양을 포위하였다. 이때 법언(法言) 등 승려들도 적병을 물리치고자 싸웠으나 적군은 수도까지 함락시켰다.  이에 왕은 나주(羅州)로 피란하면서 국난을 극복하고 외적을 물리치기 위하여 《대장경》 판목의 조조(雕造)에 착수하였다. 왕이 《대장경》 조판을 시작한 것은 적을 물리쳐 국난을 극복하고자 불법(佛法)에 기원한 것이었지만, 한편으로는 부모의 명복까지도 빌기 위함이었다고 한다.
그 뒤 적은 물러가고 이어서 덕종(德宗: 재위 1031~1034)과 정종(靖宗: 재위 1035~1046)을 거쳐서 문종(文宗: 재위 1046~1083)에 이르기까지 전후 약 40년에 걸쳐 《대장경》 조판을 완성하였다. 이 《대장경》은 1,106부 5,048권으로 《고려 구장경(舊藏經)》 또는 《초조장경》(初雕藏經)이라 한다.
이 대장경판을 팔공산(八公山) 부인사(符仁寺)에 봉안하여 국가를 진호(鎭護)하게 하고 국민의 신앙이 집중되게 하였다. 그러나 고종(高宗: 재위 1213~1259) 19년(1231)에 몽고병이 쳐들어와서 부인사의 장경판과 황룡사(皇龍寺)의 9층탑을 태워버렸다.

#### 재조장경
고종(高宗: 재위 1213~1259) 19년(1231)에 몽고병이 침입하여 이듬해 왕은 강화도로 천도(遷都)하고 국난을 극복하고자 하였다. 그리하여 동 24년(1236)에 대장도감(大藏都監)을 설치하고 《대장경》 재조에 착수하였다. 이것은 앞서 현종(顯宗: 재위 1009~1031)이 《대장경》을 조조(雕造)하여 외적을 퇴치시키고자 한 것처럼 온 국민이 일치단결하여 부처의 가호(加護)를 빌기 위한 것으로《재조장경(再雕藏經)》이라고 한다.
고종은 전국의 학자와 기술자를 동원하여 자료를 수집하고, 강화(江華)에 대장도감 본사(本司)를 두고 진주(晋州)에 분사(分司)를 두어 국력을 기울여 16년간이나 걸려 왕 39년(1251)에 완성을 보았다. 총 81,258판을 양면에 새겼으므로 162,516면이나 된다. 여기에 수록된 경이 1,512부 6,791권이다. 당시 각종 이판(異板)들과 대교(對校)하여 정밀히 교정했기 때문에 각국에서 개판(開板)된 어떤 《대장경》 중에서도 가장 우수한 《한역대장경》이며 한국 문화의 지보이다.
현재 해인사(海印寺)에 봉안되어 있는데 이 판(板)을 《고려대장경(高麗大藏經)》이라 하며 속칭 《팔만대장경》이라고도 한다.

### 승과제도
승과제도(僧科制度)는 승려의 선발을 국가에서 실시하는 시험제도로서 고려시대부터 시작되었다. 승려의 선발제도로서는 국가적인 승과제도에 앞서 해회(海會)라는 것이 태조(太祖: 재위 918~943) 4년(921)에 있었으나, 국가적인 제도로서 승과가 실시된 것은 4대 광종(光宗: 재위 949~975) 이후이다. 확실한 명문은 없으나 광종 10년(958) 이후로 보는 것이 옳을 것이다. 즉, 광종 10년에 국가에서 관리의 등용문(登用門)으로 과거제도를 실시하였는데, 이때 일반 과거법을 따라서 승려도 선발 · 등용하고자 승과(僧科)를 실시하였다고 볼 수 있다.
승과에는 종선(宗選)과 대선(大選)의 구별이 있었다. 종선은 총림선(叢林選)이라고도 하였으며, 각 종파 내에서 실시하는 것으로 여기에 합격하면 대선에 응시하게 된다. 대선은 국가에서 행하는 것으로 선종대선(禪宗大選)과 교종대선(敎宗大選)의 구별이 있다. 선종대선은 주로 광명사(廣明寺)에서 선종(禪宗)의 승려에게 실시하였고, 교종대선은 왕륜사(王輪寺)에서 교종(敎宗)의 승려에게 시행하였다.
선이나 교나 다 같이 대선(大選)에 합격하면 대선(大選)이라는 초급법계(初給法階)를 주어 차례로 승진하게 하였다. 선종법계는 대선(大選) · 대덕(大德) · 대사(大師) · 중대사(重大師) · 삼중대사(三重大師) · 선사(禪師) · 대선사(大禪師)의 차등이 있었고, 교종법계는 대선 · 대덕(大德) · 대사(大師) · 중대사(重大師) · 삼중대사(三重大師) · 수좌(首座) · 승통(僧統)의 차례였다. 이와 같은 법계를 밟아 올라가서 각종(各宗) 모두 삼중대사 이상, 즉 선종은 선사 · 대선사, 교종은 수좌 · 승통의 법계에 이르면 왕사(王師)와 국사(國師)로 받들어지게 되었다.
이러한 승과제도는 고려조에는 물론 조선시대 중엽까지 계속되었다.

### 승록사
승록사(僧錄司)란 불교의 제반 사무를 맡아보기 위해 중앙에 둔 관청이다. 신라시대에도 있었던 듯하나 자세하게 전하는 것이 없다.  고려에 와서는 초기부터 관련의 기록이 보이고 있다. 양가(兩街)라든가 좌가승록(左街僧錄) · 우가승록(右街僧錄) 또는 좌우양가도승록(左右兩街都僧錄)이라는 것이 있다. 이것은 모두 승록사 또는 그 일부의 직제를 가리키는 것임을 알 수 있다.  그러나 이것 역시 상세한 내용을 전하는 기록이 없으므로 기능과 역할, 구성조직 같은 것을 알기는 힘들다.
다만 표면상의 기록과 명칭에 의하면 승록사에는 좌우 양가(兩街)가 있어서 그 양가에 각각의 승록이 있었다. 승록은 그 가(街)의 승려와 교단의 제반사를 관리하고 모든 불교행사를 주관하였던 것 같다. 양가의 승록 위에 도승록(都僧錄)이 있어 전(全)승록사를 대표하고 양가를 총괄하여 관장하였던 것으로 짐작된다.

### 법회
고려시대의 법회는 종류와 명칭을 다 셀 수 없을 정도로 많다. 이 법회들은 법회(法會) · 법석(法席) · 대회(大會) · 도장(道場) · 재(齋) 등으로 나눌 수 있다.
백고좌법회(百高座法會) · 팔관회(八關會) · 연등회(燃燈會) 등은 모두 신라에서부터 전해 온 것으로서 백고좌법회와 팔관회는 호국적(護國的)인 불교행사였다.
태조 때 화엄법회(華嚴法會) · 무차대회(無遮大會)를 창설한 데서부터 시작하여 비로자나참회법회(毘盧遮那懺悔法會) · 무차수륙회(無遮水陸會) · 장경도장(藏經道場) · 소재도장(消災道場) · 기상영복도장(祈祥迎福道場) · 금광명경도장(金光明經道場) · 오백나한도장(五百羅漢道場) · 금강경도장(金剛經道場) · 인왕도장(仁王道場) · 우란분재(盂蘭盆齋) · 금광법석(金光法席) · 오교법석(五敎法席) 등이 있었다.
이들 법회의식이 지닌 성격과 내용을 분류하면 기복(祈福) · 양재(穰災) · 진병(鎭兵) · 치역(治疫) · 시식(施食) · 기우(祈雨) · 기청(祈晴) 등으로 나눌 수 있다.

## 조선 시대 및 대한제국 (1392~1910)

### 조선 시대 불교의 개요
조선은 고려 후기의 사원경제의 폐해 등의 불교의 폐단을 없애기 위해 억불책을 시행하였다. 이에 따라 한창 번성하고 있던 불교의 모든 종단이 위축 일로를 걷게 되어, 마침내 세종(世宗: 재위 1418~1450) 때에 5교양종이 선교양종(禪敎兩宗)으로 바뀌게 되었다. 특히, 조선은 억불책의 일환으로 국가 재정의 안정을 위해 처음에는 도첩제를 시행하였고, 성종(成宗: 재위 1469~1494) 때에는 이마저 폐지해 승려가 되는 길을 막아버렸다.
세종 7년(1424)에 7종을 폐합하여 선교양종으로 바꾸었는데 이것은 왕명에 의한 것으로 조계종 · 천태종 · 총남종(摠南宗)을 선종으로, 화엄종 · 자은종 · 중신종 · 시흥종을 합하여 교종으로 폐합하고, 흥천사(興天寺)를 선종도회소(禪宗都會所)로, 흥덕사(興德寺)를 교종도회소(敎宗都會所)로 삼았다.
또한 조선의 불교가 쇠퇴를 거듭했다 견해가 존재하지만(대표적으로 다카하시 도오루의 이조불교) 최근에는 김용태 교수 등이 다른 견해를 내놓고 있다.손성필 또한 조선시대를 단순한 불교의 쇠퇴기로만 볼 수는 없다는 견해를 발표하기도 하였다.가령 불국사의 경우 사찰 재건에 유림이 기여하기도 하였다.
조선에도 유명한 승려들이 있었는데 무학 자초(無學自超: 1327~1405)를 비롯하여, 호불론(護佛論)의 하나인 《현정론(顯正論)》을 제시한 함허 기화(涵虛 己和: 1376~1433) 등이 있다. 명종(明宗: 	재위 1545~1567)때 문정왕후(文定王后: 1501~1565)의 비호로 허응당 보우(虛應堂普雨: 1515~1565)는 불교 부흥을 시도하였다. 그는 판선종사(判禪宗師)가 되어 도승법(度僧法)과 승과(僧科)를 시행한 결과 서산대사 휴정(休靜: 1520~1604), 사명대사 유정(惟政: 1544~1610)이 등용되어 각각 선 · 교 양종판사(禪 · 敎兩宗判事)가 되어 인재를 발굴, 억불정책 속에서도 계속 법맥(法脈)을 유지시키며 발전시켜 왔다.
이러한 소수의 유명한 승려들이 있었음에도 불구하고, 조선 시대 전체적으로는, 조선의 불교는 숭유배불(崇儒排佛) 정책으로 인해 신라나 고려에서 보여주던 왕성한 교학적 성격을 띄진 않는다.

### 조선 전기 (1392~1506)

#### 조선 전기 불교의 전개

세종어제 훈민정음, 목판본 《월인석보》 제1권

조선(1392~1897) 건국을 주도하였던 관학파 신진 사대부들은 고려말 불교의 많은 폐단을 봄에 따라, 도첩제를 시행하는 등 국가적인 억불책을 펼쳤다. 고려말부터 일어나기 시작한 유생(儒生)들의 배불(排佛)운동은 불교를 사교(邪敎)로 이단시하기까지에 이르렀다. 정도전(鄭道傳)은 《불씨잡변》을 통하여 당시 불교계의 타락상을 비판하였다.
이와 같이 억압책 속에서 불교계에서는 태조의 창업에 적지 않은 영향을 끼쳤다는 무학(無學: 1327~1405)을 비롯한 고승들이 나오기는 했으나, 교학상 혹은 선리(禪理)상 독창력을 발휘하지 못하였다.
태조(재위 1392~1398) 자신은 개국공신인 정도전과 조준 등의 진언으로 억불정책을 쓰면서도, 역성(易姓)혁명으로 인한 많은 인명을 살상한 죄업을 두려워하고 개국 초의 민심을 가라앉히기 위해서 전시대의 신앙을 존중하려 하였다. 태조는 즉위 초에 해인사 고탑을 중수하고 《대장경》을 인출하여 탑 속에 안치, 국리민복(國利民福)을 꾀하였다. 태조 6년(1397)에는 왕후 강씨를 위해 흥천사를 세우고, 수륙재를 베풀어 고려 왕씨들의 원혼을 달래기도 했다.
그러나 태종(재위 1400~1418)은 국가의 재정과 국방을 위해, 즉위하자 곧 불교 탄압에 착수, 종파를 병합하고 사원의 수를 줄이고 승려를 강제로 환속시켰으며, 사찰 토지를 몰수하고 왕사와 국사의 제도를 철폐하였다.
세종(재위 1418~1450)도 태종의 억불정책을 계승, 더욱 강행하였다. 이러한 억불책 때문에 세종 1년과 3년에 승려들이 명나라로 가서 국내의 심한 박해를 호소한 일도 있었다. 세종 때에는 여러 종파들을 선(禪) · 교(敎)의 양종으로 폐합하고 성 밖의 승려에게 성안 출입을 금하게 하였다.
한편 세조(재위 1455~1468)는 일찍부터 신미(信眉) · 학조(學祖) 등의 당시 고승들을 가까이 하였다. 그는 왕위에 오르자 호불정책(護佛政策)을 썼다. 승려들에게는 다시 도성 출입을 자유롭게 허용하고 출가도 제한을 받지 않았으며, 관속들이 함부로 사찰에 침입하는 것을 금했다. 그 중에도 세조의 업적으로는 간경도감(刊經都監)을 설치, 불경의 번역과 간행에 힘쓴 일을 들 수 있다. 《월인석보》 등을 간행하고 《대장경》을 인출했다.

#### 조선 태조와 불교
태조는 창업(創業) 이전부터 불교와 인연이 깊었으며 불교 신자였다. 그는 즉위하기 전에 이미 태고(太古) · 나옹(懶翁) 등의 고승들에 사사(師事)하였으며, 특히 무학대사(無學大師)와는 관계가 깊었다. 그리고 그의 창업에 전기(轉機)를 가져다 준 위화도(威化島) 회군(回軍) 때에는 승장(僧將) 신조(神照)의 도움이 컸으며 등극(登極) 후에는 곧 무학을 왕사(王師)로 삼고 어려운 건국사업(建國事業)을 완성코자 하였다.
태조는 즉위 초에 연복사탑(演福寺塔)을 중창(重創)하고 문수회(文殊會)를 베풀었으며, 해인사(海印寺) 고탑(古塔)을 중수(重修)하고 《대장경》을 탑 속에 안치하여 국가의 이익과 국민의 번영을 빌었다. 태조 3년(1394)에는 천태종의 조구(祖丘)를 국사(國師)로 삼고 승(僧) 100명을 내전(內殿)에서 반사(飯食)하였다. 6년(1397)에는 흥천사(興天寺)를 세워 조계선종(曹溪禪宗)의 본사(本寺)가 되게 하였고, 이듬해에는 강화(江華) 선원사(禪源寺)에 있던 대장경판을 지천사(支天寺)로 옮겼다. 이 밖에도 건국경찬사업(建國慶讚事業)으로 《대장경》 인경(印經)과 금은자 사경(金銀子寫經)을 하게 하였다.
《실록(實錄)》에 전하는 불교행사만 해도 인경(印經) 12회, 소재회(消災會) 14회, 불사법석(佛事法席) 35회, 반승(飯僧) 9회 등을 들 수 있다. 주위 여론이 승니(僧尼)를 도태시키고 사원(寺院)을 혁파(革罷)해야 한다고 했으나 태조는 개국(開國) 초기부터 그렇게 할 수 없다 하여 척불(斥佛)에 휩쓸리지 않았다. 정도전(鄭道傳) · 조준(趙浚) 등도 척불을 주장했으나 태조의 신불(信佛)은 변함이 없었다. 그는 자호(自號)를 송헌거사(松軒居士)라 하였고, 왕위를 떠난 뒤에도 염불삼매(念佛三昧)로 만년을 보냈다.

#### 배불정책
불교 자체의 부패와 유생들의 척불(斥佛)은 태종(太宗: 재위 1400~1418)이 즉위하면서부터 정치적으로 다음과 같은 배불정책(排佛政策)을 단행하게 하였다.
① 종파(宗派)를 병합하고 사원(寺院)수를 줄이며 승려를 환속(還俗)시켰다.
② 사찰 토지를 국유(國有)로 몰수하고 사원에 딸린 노비(奴婢)를 군정(軍丁)에 충당하였다.
③ 도첩제(度牒制)를 엄하게 하고 왕사 · 국사를 폐지하였다.
④ 능사(陵寺)의 제도(制度)를 금하였다.
태종 2년(1402)에 왕은 서운관(書雲觀)의 상언(上言)에 좇아 경외(京外)의 70사(寺)를 제외한 모든 사원의 토전(土田) · 조세(租稅)를 군자(軍資)에 영속케 하고 노비를 제사(諸司)에 분속(分屬)시켰다.
태종 5년(1405) 11월에는 의정부(議政府) 상서에 좇아 개성(開城)과 신경(新京: 지금의 서울)에 각종(各宗)의 사원 1사(寺)씩, 목(牧)과 부(府)에는 선종 사찰 하나와 교종 사찰 하나, 각 군현(郡縣)에는 선종 · 교종 가운데서 1사(寺)씩만 두고 다른 사원은 모두 없애게 하였으며, 노비의 수도 대폭 줄이고 토지는 국가에서 몰수하였다. 그러나 연경사(衍慶寺) · 화장사(華藏寺) · 신광사(神光寺) · 석왕사(釋王寺) · 낙산사(洛山寺) · 성등사(聖燈寺) · 진관사(津寬寺) · 상원사(上元寺) · 견암사(見岩寺) · 관음굴(觀音窟) · 회암사(檜巖寺) · 반야사(般若寺) · 만의사(萬義寺) · 감로사(甘露寺) 등만은 노비(奴婢)와 토지를 감(減)하지 않았다.
이듬해 태종 6년(1406) 3월에는 의정부(議政府)의 계청(啓請)에 좇아 전국에 남겨둘 사찰의 수를 다음과 같이 정하여 이밖의 사원은 모두 폐지하도록 하였다.
- 조계종(曹溪宗)과 총지종(摠持宗)을 합해서 70사
- 천태소자종(天台疏字宗)과 법사종(法事宗)을 합해서 43사
- 화엄종(華嚴宗)과 도문종(道門宗)을 합해서 43사
- 자은종(慈恩宗) 36사
- 중도종(中道宗)과 신인종(神印宗)을 합해서 30사
- 남산종(南山宗) 10사
- 시흥종(始興宗) 10사

그리고 신 · 구 양경(兩京)에는 선종 · 교종의 각 1사(寺)에 200결(結)의 속전(屬田)과 100명의 노비로써 100명의 승려를 상양(常養)하게 하고 그외 경내(京內) 각사는 속전 100결에 노비 50인으로 50명의 승려를 상양케 했으며, 각도 수관지(首官地)에는 선 · 교 중에서 1사에 100결의 속전과 50명의 노비로써 50명의 승려를, 각 관읍내(官邑內)의 자복사(資福寺)에는 급전(給田) 20결에 노비 10명으로써 승려 10명을, 읍외(邑外)의 각사에는 급전 60결에 노비 30명으로써 승려 20명을 상양케 하도록 하였다. 이와 같은 가혹한 정부의 처사에 석성민(釋省敏) 등이 수백 명의 승려를 이끌고 신문고(申聞鼓)를 쳐서 복구를 호소하였으나 관철되지 못하였다.
세종(世宗: 재위 1418~1450) 역시 억불정책(抑佛政策)을 강행하려 하였으나, 세종 원년과 3년에 승려들이 명나라에 가서 명제(明帝) 성조(成祖)에 호소한 사실에 의해서 세종의 배불은 완화되었다. 그러나 세종 6년에는 종단을 폐합하여 선(禪) · 교(敎) 양종(兩宗)으로 하고 태종에 의하여 전국 242개 사찰로 축소되었던 것을 다시 36개사로 줄였으며, 성외(城外) 승려에게 성내(城內) 출입을 금하였다.
다음 문종(文宗: 재위 1450~1452)도 역시 승려의 왕성(王城) 출입을 금하고 민간인의 출가(出家)를 막았다.
성종(成宗: 재위 1469~1494)은 일반이 상(喪)을 당했을 때 불승(佛僧)에게 공재(供齋)하는 풍습을 엄금하고 국왕의 탄신일에 신하가 사원에 가서 설재(設齋)하는 일을 금하도록 하였다. 이와 같은 도승법(道僧法)의 폐지와 승려의 환속으로 승려의 수가 줄어들었다.
연산군(燕山君: 재위 1494~1506)은 선종(禪宗)의 본사(本寺)인 흥천사(興天寺)와 교종의 본사인 흥덕사(興德寺) · 대원각사(大圓覺寺)를 폐하고 관가의 건물로 삼았다. 삼각산 각 사찰의 승려를 쫓아내어 빈 절로 만들고, 성내(城內)의 니사(尼寺)를 헐고 니승(尼僧)은 궁방(宮房)의 비(婢)로 삼았다. 또 승려를 환속시켜 관노(官奴)로 삼거나 취처(娶妻)하게 하였으며, 사사(寺社)의 토지를 모두 관부(官府)에 몰수하였다. 이때 승과(僧科)도 중지되고 양종(兩宗) 본사(本寺)도 없애버렸다.
중종(中宗: 재위 1506~1544)은 승과를 완전히 폐지시키고 경주(慶州)의 동불상(銅佛像)을 부수어 군기(軍器)를 만드는 한편 원각사(圓覺寺)를 헐어 그 목재를 연산군 때 헐린 민가(民家)의 재축(再築) 자재로 나누어 주었다.
이러한 국가적 배불정책의 결과로 조선 시대 전체를 걸쳐 불교는 겨우 그 명맥만을 유지해 오게 되었다.

#### 종파의 폐합
태종 6년(1406) 3월의 의정부(議政府) 상계(上啓)에는 조계종(曹溪宗) · 총지종(摠持宗) · 천태소자종(天台疏字宗) · 천태법사종(千台法事宗) · 화엄종(華嚴宗) · 도문종(道門宗) · 자은종(慈恩宗) · 중도종(中道宗) · 신인종(神印宗) · 남산종(南山宗) · 시흥종(始興宗) 등 11종(宗)의 명칭이 보이는데, 다음 해 의정부 계서(啓書)에는 조계종 · 화엄종 · 자은종 · 중신종 · 총남종 · 시흥종의 6종의 명칭만 보인다. 이에 의하면 태종 6년(1406) 3월까지는 11종이 있었으나 곧 총지종과 남산종을 합쳐서 총남종으로 만들고, 중도종과 신인종을 합하여 중신종으로, 천태소자종과 법사종을 합쳐 천태종으로 만들어 7종으로 했던 것을 알 수 있다.
그러나 세종 6년(1423) 예조(禮曺)의 계청(啓請)에 의하여 7종이던 종단을 폐합하여 2종으로 하였으니, 즉 조계종 · 천태종 · 총남종을 선종(禪宗)으로 하고 화엄종 · 자은종 · 중신종 · 시흥종을 합하여 교종(敎宗)으로 하여 선 · 교 양종(兩宗)으로 만든 것이다. 이리하여 양종 각각 18개사, 합하여 36개사만 남기고 모든 사원을 폐지하였다.
이와 같이 불교 종파의 폐합은 사찰의 수와 종파를 축소시킴으로써 많은 사재(寺財)와 노비를 몰수하고 재정적인 이득을 취하려는 정치적 목적과 배불(排佛)의 의도에 의하여 이루어졌다.

#### 세조의 호불정책
세조는 본래 신심(信心)이 돈독하였다. 평소에 신미(信眉) · 수미(首尾) · 설준(雪峻) · 홍준(弘濬) · 효운(曉雲) · 지해(智海) · 해초(海超) · 하지(斯智) · 학열(學悅) · 학조(學祖) 등의 고승과 가까이 하며 그들에게 사사했다. 그리하여 그는 불교를 좋아했고 또 잘 알고 있었다. 그는 왕위에 오르자 호불정책(護佛政策)을 썼다.
세조의 호불정책을 크게 나누면 다음과 같다.
1. 승려의 권익 옹호
2. 사원 중흥 · 삼보(三寶) 숭봉 등에 의한 불사 진흥
3. 불경의 역간(譯刊)

세조의 호불정책에 따라 승려의 성내(城內) 출입이 자유롭게 되고 출가의 제한도 받지 않았다. 범죄의 혐의를 받은 승려라도 먼저 국왕에 계청(啓請)해서 허가를 받고 신문(訊問)하며, 관속(官屬)이 함부로 사찰에 침입하는 것을 엄금하였고, 도승선시(度僧禪試)의 법을 정하여 《경국대전(經國大典)》에 명기(明記)하여 자손으로 하여금 준거(準據)하게 하였다.
왕은 지금의 파고다공원 터인 흥복사(興福寺) 자리에 원각사(圓覺寺)를 세우고 불상과 종과 탑을 세웠다. 그 외에도 해인사(海印寺) · 상원사(上院寺) · 월정사(月精寺) 복천암(福泉庵)과 금강산 · 오대산의 명찰(名刹)을 찾아 공양하고 불사(佛事)를 일으켰다.
왕은 또 불전(佛典)의 국역(國譯)과 인경(印經) 사업을 장려했다. 해인사의 《대장경》을 인출(印出)하였으며, 《월인석보(月印釋譜)》를 간행하였다. 《월인석보》는 앞서 세종 때 왕명에 의하여 자신이 편찬한 《석보상절(釋譜詳節)》을 세종이 보고 부처의 공덕을 찬양한 것이 《월인천강지곡(月印千江之曲)》이라 하여, 각각 별책으로 간행되었던 이 두 가지를 세조 5년(1459)에 합하여 하나의 체제로 간행한 것이다. 또 세조 6년(1460)에는 불교음악 영산회상곡(靈山會相曲)을 작곡하였으며, 세종 4년에 폐지한 바 있는 도성경행(都城經行)을 부활시켰다. 이듬해 6월에는 간경도감(刊經都監)을 설치하고 불경을 국역 · 간행하였다.

### 조선 중기 (1506~1637)

#### 조선 중기 불교의 전개
세조(재위 1455~1468)의 호불(護佛)이 있은 뒤 성종 · 연산군 · 중종을 거치는 동안 불교는 다시 박해를 받게 되는데, 13대 명종(재위 1545~1567)이 즉위하자 문정왕후 윤씨(1501~1565)가 섭정을 하면서 불교는 잠시 부흥의 기운을 보았다. 왕후는 유생들의 맹렬한 반대에도 굽히지 않고 폐지되었던 선 · 교 양종제(兩宗制)를 부활시켜 허응 보우(虛應普雨: 1515~1565)를 선종판사, 수진(守眞)을 교종판사로 삼아 승과(僧科)를 다시 시행케 했다. 조선 불교의 거승(巨僧)인 휴정(休靜: 1520~1640)과 사명(泗溟: 1544~1610) 등이 모두 이 때의 승과 출신들이었다.
휴정과 그의 동문 부휴(浮休: 1543~1615)는 조선 일대의 고승이었으며, 그들의 문하는 번창하여 선(禪) · 교(敎)의 명승들이 다수 배출되어 한때 장관을 보였다. 휴정의 제자 사명은 1604년 일본에 강화사(講和使)로 건너가 임무를 완수, 포로로 잡혀갔던 동포 3500명을 데리고 돌아왔다. 그들은 나라가 위태로울 때에는 목숨을 바쳐 구국의 길에 앞장을 서기도 했던 것이다. 서산과 사명이 없었던들 조선 불교는 적막할 수밖에 없었을 것이다.
숭유배불(崇儒排佛)의 수난으로 조선의 승려들은 깊숙한 산사에 묻혀 개인의 수도에 전념할 수밖에 없었다. 종교의 대(對)사회적인 기능 같은 것은 전혀 생각할 수도 없는 일이었다. 그런데 오직 한 사람의 규탄자가 있었으니 그는 현종(顯宗: 재위 1659~1674) 때의 백곡 처능(百谷處能: 1617~1680)이었다. 너무나 가혹한 국가의 배불정책에 분개한 그는 8만여 언(言)의 상소문 《간폐석교소(諫廢釋敎疏)》로써 척불(斥佛)정책을 규탄했다. 그러나 억불책(抑佛策)은 늦추어지지 않았고 승려들은 산중으로 들어가 도성(都城) 안에는 발도 디딜 수 없게 되었다.

#### 문정왕후와 보우
세조의 호불정책이 있은 후 성종(成宗) · 연산군(燕山君) · 중종(中宗)을 거치는 동안 불교는 다시 말할 수 없는 박해를 받았다. 13대 명종(明宗)이 즉위한 뒤 그의 모후(母后) 문정왕후의 섭정이 시작되었다.
문정왕후는 중종의 배불정책에도 불구하고 불교를 독실하게 믿어 승려의 권익을 옹호하려고 노력하였다. 그리하여 명종 6년(1551) 설악산 백담사(百潭寺)의 허응당 보우(普雨)를 맞이하여 불교를 일으키고자 노력했다. 당시 유생들의 반대에도 굽히지 않고 봉은사(奉恩寺)에 선종을, 봉선사(奉先寺)에 교종을 두어 양종제(兩宗制)를 부활시켰다. 보우를 판선종사 도대선사(判禪宗事都大禪師) 봉은사 주지(住持)로 삼고 수진(守眞)을 판교종사 도대사(判敎宗事都大師) 봉선사(奉先寺) 주지로 삼았으며, 도승제(度僧制)와 승과(僧科)를 다시 시행하였다.
명종 6년(1551)에 승과 예비시험을, 7년(1552)에 본(本) 시험인 승과를 행하여 교단은 활기를 띠고 유능한 인물이 모여들었다. 서산대사 휴정(休靜)도 이때의 승과 출신이었으며, 교종판사 · 선종판사를 역임한 바 있다. 사명당 유정(惟政) 역시 그 후에 승과에 등용되었다. 이때 사방에서 보우 타도의 상소가 빗발치듯 하였고, 성균관 유생(儒生)들은 관(館)까지 비우고 시위를 하기도 했다.
그 후 명종 20년(1565) 4월에 문정왕후가 세상을 떠나자 흥불 사업은 중도에서 꺾어지고, 보우를 요승(妖僧)으로 몰아 제주도로 귀양을 보내고 끝내 목사(牧使) 변협(邊協)으로 하여금 장살(杖殺: 형벌로 매를 쳐서 죽임)하게 하였다.
또다시 배불이 시작되어 명종 21년에 양종과 승과가 폐지되고 도승법도 금지되었다. 그러나 15년간의 흥불사업은 교계에 유능한 인물을 배출시켜 불교의 명맥을 유지하고 국난(國難)을 구하는 역할을 하게 하였다.

#### 휴정과 유정

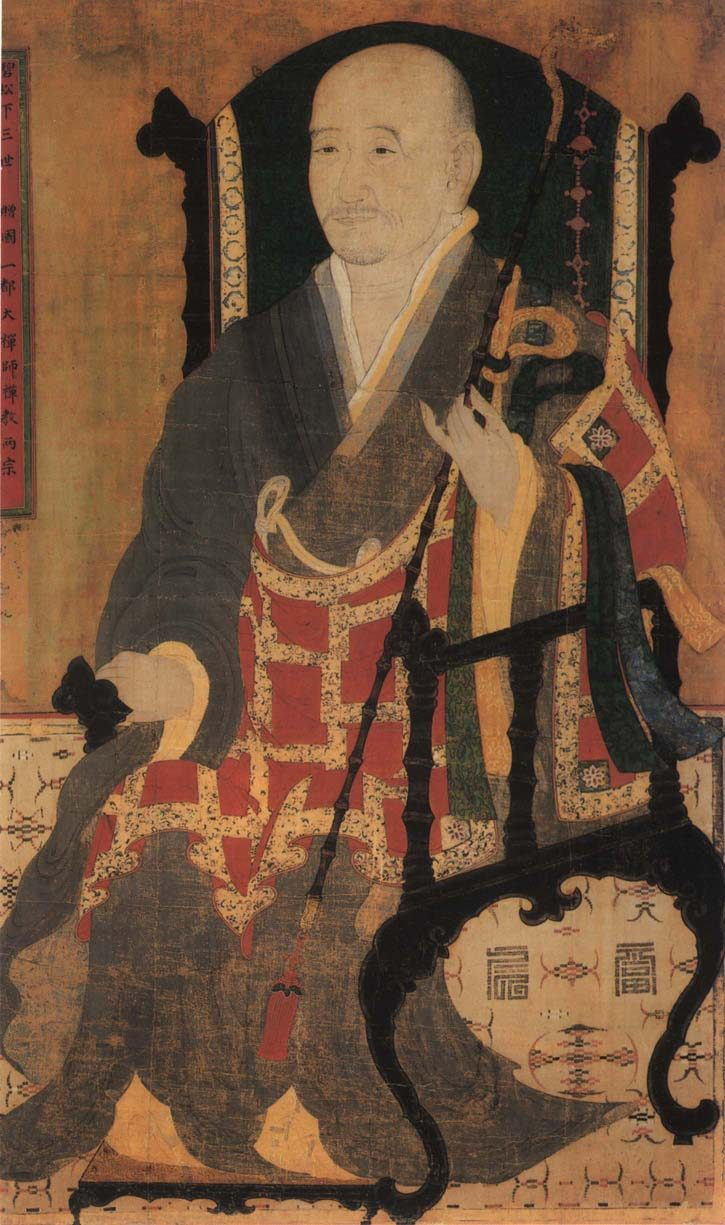
서산대사 휴정

서산대사(西山大師) 휴정(休靜: 1520~1604)은 승과에 급제하여 선 · 교 양종판사(禪 · 敎兩宗判事)의 승직을 가지고 교강(敎綱)을 바로 잡고 문도(門徒)를 양성하였다. 왜병의 침입으로 임진왜란의 국란을 당하게 되자 70노구로 전국 사찰에 격문(檄文)을 띄워 승군(僧軍)을 모집하고 참전하여 공을 이루었고 이에 선조(宣祖)가 선교도총섭부종수교(禪敎都摠攝扶宗樹敎)의 사호(賜號)를 내렸다. 특히 그의 저서인 《선가귀감(禪家龜鑑)》은 선시불심(禪是佛心) · 교시불어(敎是佛語)를 제창하여 선교의 동체 2면(同體二面)을 주장하고, 불교 총화에 노력하였다.
사명당(四溟堂) 유정(惟政: 1544~1610)은 휴정의 문하로서 임진왜란 시에 승병(僧兵)을 통솔하여 공을 이루었고, 전후에는 강화사(講和使)로 일본에 가서 많은 성과를 거두었다. 나라를 구하고 국민을 살렸다는 공적으로 보제생령 홍제존자(普濟生靈弘濟尊者)라는 법호(法號)를 받았고, 조선 시대 불교 중흥의 기초를 마련했다.

#### 간폐석교소
《간폐석교소(諫廢釋敎疏)》는 조선 시대의 척불책(斥佛策)과 배불사상을 논파(論破)한 유일한 소문(疏文)이다.> 당시 현종(顯宗: 재위 1659~1674)이 즉위하여 억불책(抑佛策)을 강행하였다. 현종 4년에는 서울 장안의 니승(尼僧)을 성밖으로 축출하고 문정왕후의 내원당(內願堂)으로서 5,000의 니승을 수용했던 자수(慈壽) · 인수(仁壽) 두 니원(尼院)을 폐하였으며, 모든 사찰 소속의 노비와 위전(位田)을 본사(本司)에 돌리게 하고 승니를 엄중히 단속하였다. 이때 백곡 처능(百谷處能: 1617~1680)이 불교의 탄압에 항의하는 소(疏)를 올린 것이다. 이 소문은 조선시대를 통틀어 가장 긴 상소문(上疏文)이기도 하며, 조선시대 전체에 걸쳐 척불의 부당함과 불교의 정당성을 간쟁(諫諍)한 오직 한 번뿐인 소문이다. 그러므로 처능의 《간폐석교소》는 불교사의 중요한 자료이다.

### 조선 후기 및 대한제국 (1637~1910)

#### 조선 후기 및 대한제국 불교의 전개
명종 20년(1565) 4월에 문정왕후가 세상을 떠나자 흥불 사업이 중도에서 꺾어지고 억불책이 다시 시행되었다.  그 후 승려들은 도성 출입이 다시 금지되었고 깊숙한 산사에 묻혀 개인의 수도에 전념할 수밖에 없었다.
고종 32년(1895) 4월 입성(入城) 금지령이 해제되었다. 그것도 일본 승려들의 요구에 의해서였다. 그때 일본의 승려들은 마음대로 성안 출입을 하는데 정작 자국의 승려들은 출입을 금지당한 모순을 보고 일본 일련종(日蓮宗)의 승려 사노(佐野)가 총리대신 김홍집에서 상서하여 고종의 허락을 받게 된 것이었다. 오랜 세월 동안 발을 들여놓지 못하던 성(城) 안에 자유로이 전교할 수 있게 되자 암담했던 불교는 겨우 숨을 돌리게 되었다. 그러나 오래지 않아 일제(日帝)에게 나라가 송두리째 넘어가고 말았다.
이때는 일본의 각 종파의 승려들이 드나들면서 전도에 종사하고 있었다. 정부에서도 뒤늦게서야 배불정책을 지양하고 관리서(管理署)를 두어 국가적인 관리를 꾀하게 되고, 1899년 동대문 밖에 원흥사(元興寺)를 세워 국내 수사찰(首寺刹)을 삼고, 13도에 각각 1개의 수사(首寺)를 두어 사찰의 사무를 총괄하게 하였다.
불교계 자체에서도 전국 사찰의 통합을 위한 움직임이 일어났다. 1908년 3월에 전국 승려 대표자 52인이 원흥사에 모여 그동안 종명(宗名)마저 없어져 버린 한국불교를 개탄하고 원종(圓宗)이라고 종명을 의정(議定)했다. 그때 해인사 주지이던 이회광(李晦光)을 대종정으로 추대했다.

#### 선문수경과 선론
《선문수경(禪文手鏡)》은 백파 긍선(白坡亘璇: 1767~1852)의 저술로서 선학(禪學) 연구의 한 지침서가 되었으며, 새로운 선론(禪論)이 일어나게도 하였다. 백파는 《선문수경》에서 선(禪)에 3종(三種)을 세워 조사선(祖師禪) · 여래선(如來禪) · 의리선(義理禪)이 있다고 하였다.
그러나 초의 의순(草衣意恂: 1786~1866)은 반론을 폈다. 의순은 그의 《선문사변만어(禪門四辯漫語)》에서 의리선(義理禪) · 격외선(格外禪) · 여래선(如來禪) · 조사선(祖師禪)의 4변(四辯) 또는 살인검(殺人劍) · 활인검(活人劍) · 진공(眞空) · 묘유(妙有)의 4변(四辯)으로 백파의 선론을 반박하였다.
또 우담 홍기(優曇洪基: 1822~1881)도 백파의 《선문수경》이 고석(古釋)에 어긋나서 그것을 고쳐 바르게 한다는 뜻으로 《선문증정록(禪門證正錄)》을 지어 백파의 선론에 반대했다.
이에 대하여 백파의 문인(門人)이며 법손(法孫)인 설두 유형(雪竇有炯: 1824~1889)은 《선원소류(禪源溯流)》를 지어 의순의 《선문사변만어》와 홍기의 《선문증정록》을 번박(飜駁)하였다.
그 후 서진하(徐震河: 1861~1926)는 《선문재정록(禪門再正錄)》을 지어 백파의 《선문수경》과 의순 · 홍기 · 유형의 모든 선론에 대하여 논술하였다. 여기서 그는 백파의 설에 대해 찬 · 반 의견을 개진하고 있으나 선론을 집대성(集大成)하고 총정리하지는 못하였다.
이와 같이 백파의 선론을 중심하여 불립문자(不立文字)를 종지로 하는 선에 기석(記釋)과 이론의 쟁변(諍辯)이 있었던 것은 조선 말기 불교의 특징이다.

#### 미타신앙
신라 후기에도 미타신앙(彌陀信仰)이 성하였으나 정토종(淨土宗)의 성립을 보지는 못했다. 그러나 조선 말기에 와서 사찰은 염불당(念佛堂)을 두어 만일회(萬日會)를 베풀고 정토왕생(淨土往生)을 염원하였다.
건봉사(乾鳳寺)의 만일회는 전후 3회에 걸쳐 대법회를 가졌었다. 처음은 순조(純祖: 재위 1801~1834) 때 용허(聳虛)가 시작하여 마쳤고, 두 번째는 철종(哲宗: 재위 1850~1863) 때 벽오(碧梧)가, 세 번째는 만화(萬化)가 고종(高宗) 18년(1881)에 시작하여 융희(隆熙) 2년(1908)에 마쳤다.

#### 승려 입성의 해금
고종 32년(1895) 4월에 승려의 입성(入城) 금지령(禁止令)이 해제되었다. 그때 일본 일련종(日蓮宗) 승려 사노(佐野)는 한국의 승려가 성내에 들어오지 못함을 보자 총리대신(總理大臣) 김홍집(金弘集)에 상서하고 다시 김홍집이 고종(高宗)에 상주(上奏)하여 비로소 승려의 입성이 허가되었다.
그 뒤 3년이 지나서 광무(光武) 2년(1898)에 또다시 성 안의 승려를 축출하는 영(令)이 내려져 승니의 입성을 금하였으나 이것은 실행되지 않고 해제되었다.  이리하여 오랫동안 발을 들여놓지 못하던 승려의 성내 출입이 자유롭게 허용되었으나, 오래지 않아 국가의 관리를 받게 되었고 또 일제의 손아귀에 들어가게 되었다.

#### 승단의 국가관리
광무(光武) 3년(1899년)에 동대문 밖에 원흥사(元興寺)를 세워 국내 수사찰(首寺刹), 즉 한국 불교의 총종무소(總宗務所)로 삼고 13도(道)에 각각 하나씩의 수사(首寺)를 두어 전국 사찰의 사무를 총괄하였다. 이와 같이 사찰 통일의 뜻을 관철하고 나아가 국가 관리로 하기 위하여 광무 6년(1902)에는 궁내부(宮內府) 소속으로 관리서(管理署)를 설치하였다.
이에 관리서에서는 사사관리세칙(寺社管理細則), 즉 사찰령(寺刹令) 36조를 발포하고 전국 사찰 및 승려에 관한 일체 사무를 맡아 보았다. 이리하여 관리서에서 대법산(大法山)과 중법산(中法山) 제도를 실시하여 전국 사찰을 관리했다. 원흥사가 국내 수사찰로서 대법산이 되고, 중법산은 각 도내 수사찰로 16개 사찰이 있었다.  이렇게 함으로써 오랫동안 관심 밖으로 방치되었던 국내의 사찰 및 승려는 이제 국가행정의 범위 안에 들게 되었다.
그러나 그 후 관리서와 대법산도 오래 가지 못하고 광무 8년(1904) 1월에 폐지되어, 관리서의 소관사무는 내부관방(內部官房)에 옮겨졌다가 동년 2월에 칙령 제15호로써 사사(寺社)에 관한 사무는 내부지방국(內部地方局)의 주관으로 되었다.

#### 불교연구회
관리서가 폐지된 뒤 광무 10년(1906) 2월에 홍월초(洪月初) · 이보담(李寶潭) 등이 불교연구회(佛敎硏究會)를 창립하여 원흥사에 본부를 두고 지방 각 사찰에 지부를 두었다. 불교연구회는 일본 정토종(淨土宗)의 영향을 받아 설립된 것으로서 정토종을 종지(宗旨)로 하였다. 그리고 불교 교육기관으로 명진학교(明進學校)를 설립하였다. 초대 회장은 홍월초, 그 뒤를 이어 이보담이 회장이 되고 명진학교 교장(校長)을 겸직하였다.

#### 원종의 성립
융희(隆熙) 2년(1908) 3월 전국 승려 대표자 52인이 원흥사에 모여 회의하고, 원종 종무원(圓宗宗務院)을 세웠다. 배불정책으로 말미암아 종명(宗名)마저 없었던 일부 불교계에서는 일본 불교의 각 종파(宗派)의 활동에 자극을 받아 종명(宗名)을 밝힐 필요를 느꼈던 것이다. 그래서 전국승려대표자회의를 열어 원종(圓宗)이라 결의하고 대종정(大宗正)으로 이회광(李晦光)이 추대되었다.
융희 4년(1910)에는 각황사(覺皇寺)를 창건하여 조선불교중앙회의소 겸 중앙포교소(中央布敎所)로 하였다. 이해 가을 종정 이회광은 일본으로 가서 일본 조동종(曹洞宗)의 관장(管長) 이시가와(石川素童)를 만나 원종과 일본 조동종의 연합체맹(聯合締盟)에 합의를 보고 7조의 조약을 체결했다. 그러나 이것은 국내 교계와 아무런 의논도 없이 단독으로 이루어진 것이었으므로 그 조약이 조선불교를 일본에 팔아먹는 매교행위(賣敎行爲)라는 반대운동이 일어났다.

#### 이판승과 사판승
조선의 억불정책에 의하여 승려는 사회에서 가장 천인 대우를 받았다. 그리고 유역(油役) · 지역(紙役) · 혜역(鞋役) · 잡역(雜役) 등의 천대가 극심했다. 이에 견디기 어려워 황폐한 사원이 많이 생겼으며, 이때 이판승과 사판승의 두 유별(類別)이 생기게 되었다.
당시 수행에 전념하는 유능한 승려들은 산중으로 들어가고, 공부와는 거리가 멀고 다소 무식한 승려들이 사원을 맡아 그 실무를 보며 지켜왔다. 그러나 이들이 조선 말기 교단의 혜명(慧明)을 유지하고 심한 관가(官家)의 주구(誅求)와 잡역을 감당하며 사원을 지켜온 공은 컸다. 이때부터 참선(參禪) · 간경(看經) · 염불(念佛)을 비롯한 수도(修道)에 종사하는 승려를 이판승(理判僧)이라 하고, 사원의 운영 실무를 맡아 보는 승려를 사판승(事判僧)이라 했다.

## 일제 강점기 (1910~1945)

### 일제 강점기 불교의 전개
1910년에 각황사(覺皇寺)를 창건, 중앙회 사무실 겸 중앙포교소로 삼았다. 이회광이 그해 가을 일본 조동종과 임의로 연합조약에 합의하자, 국내 교계에서는 크게 반발, 개종역조(改宗易祖)의 매교행위라고 규탄하였다.
박한영 · 진진홍 · 한용운 등이 궐기하여 1911년 1월 영남과 호남의 승려를 모아 송광사에서 총회를 열고 임제종(臨濟宗)을 세웠다.  그러나 이와 같은 대립도 1911년 6월 조선총독부가 사찰령(寺刹令)을 공포하자, 불교도 국운의 쇠퇴와 함께 식민지 통치 아래 들고 말았다.  이때 전국 사찰을 30본산으로 나누어 유기적인 관계를 단절해 놓았다.
이 무렵 불교청년회 및 불교유신회가 생겨 사찰령의 폐지와 정교(政敎) 분리를 주장하는 운동을 펼쳤다.

### 임제종
1910년에 원종(圓宗)이 일본의 조동종과 연합한 데 반대하여, 박한영(朴漢永) · 진진응(陳震應) · 한용운(韓龍雲) 등이 궐기하여 이듬해 1911년 1월 영 · 호남 승려를 모아 순천 송광사(松廣寺)에서 총회를 열고 임제종(臨濟宗)을 세웠다.
임제종 임시종무소를 송광사에 두고, 관장으로 선암사(仙巖寺) 김경운(金擎雲)을 선정하였다. 그러나 연로하여 한용운이 대리로 종무(宗務)를 맡게 되었으니 광주 등지에 포교당을 설치하고 원종과 대치하여 조선 불교의 정통성을 견지하려 하였다.
그러나 1911년 6월 조선총독부는 사찰령 7조를 발포하고, 7월에 사찰령 시행규칙 8조를 발포하여 모든 사원과 승려의 문제를 규제하였다. 이리하여 원종과 임제종은 모두 저절로 없어지게 되었다.

### 사찰령과 교단의 체제
1911년 6월 3일 사찰령(寺刹令)이 제정 · 발포되고, 동년 7월 8일에 사찰령시행규칙이 발포(發布)됨으로써 교단은 조선불교 30본산(本山)(1924년에 화엄사가 승격되어 31본산으로 됨)으로 형성되어 30개 교구역(敎區域)으로 나뉘었다. 이 사찰령에 의하여 동년 11월부터 30본산의 제1대 주지(住持)를 차례로 인가하였으며 이듬해(1912)부터는 사찰령에 의한 체제가 갖추어져 갔다.
또한 조선 불교를 선교 양종(敎禪兩宗)이라 하여 지금까지의 종론(宗論)을 통일하고 5월에 각황사(覺皇寺)를 중앙포교당으로 하여 30본산 회의소를 설치했다. 그리고 30본사(本寺)는 각각 사법(寺法)을 제정하여 총독의 인가를 얻고 각 사찰에 시행함으로써 사찰령의 취지를 실현하게 되었다. 사법(寺法)은 각 사찰에서 각각 제정하였으며 모두 총칙(總則) · 사격(寺格) · 주지(住持) · 직사(職司) · 회계(會計) · 재산(財産) · 법식(法式) · 승규(僧規) · 포교(布敎) · 포상(褒賞) · 징계(懲戒) · 섭중(攝衆) · 잡칙(雜則)의 13장(章)으로 하였고 그 내용도 거의 같았다.

### 30본산연합회
1915년 30본산에서는 포교 및 교육의 일원화를 위해 본사 주지들이 회의를 하여 30본산연합제규(聯合制規)를 제정하고, 각황사(覺皇寺)에 30본산연합사무소를 두었다. 위원장은 30본산의 주지 가운데서 선정하여 연합사무를 맡게 하였다. 이것은 30본산이 교구로 성립되고 총독의 지배를 받게 되어 유기적인 관계가 결여됨으로 인해 이를 시정하기 위하여 이루어진 것이다. 그러나 전국 사찰을 총괄하고 전 승려를 통제하지는 못하였다.

### 총무원과 종무원
조선 불교계에 대한 일제의 간섭과 통제가 점점 심해지자, 신진 소장 승려들이 주동하여 신성한 종교가 행정관청의 지시를 받는 것은 옳지 않다고 주장하고 전국승려대회를 열었다. 이러한 움직임에 의하여 1921년 각황사에 조선불교 선교양종 중앙총무원(총무원)을 설치하고 전국 사찰을 총괄하는 기구로 삼고자 하였다. 그러나 30본사 주지 중에서 반대하는 의견이 생겨, 이듬해(1922)에 별도의 기구인 조선불교 선교양종 중앙종무원(종무원)이 역시 각황사에 설치되었다. 이리하여 같은 건물에 두 개의 간판을 걸고 총무원(總務院)과 종무원(宗務院)이 서로 정통임을 주장하였다.
1925년 마침내 총무원과 종무원 사이에 타협이 이루어지고 양원(兩院)은 하나로 뭉쳐 재단법인 조선불교 중앙교무원(교무원)으로 되었으며, 교단은 통일적인 중앙종무기구를 갖게 되었다.

### 조계종의 성립
일제 치하의 한국 불교 교단은 그 종명(宗名)을 "조선불교 선교양종"이라 하였다. 그러나 보다 선명한 종명이 필요하였고 유기적인 중앙통제적 체제가 요구되었다. 이리하여 태고사(太古寺)를 세워 총본산을 삼고 종명을 "조계종"으로 결정하여 1941년 4월 23일부로 조선불교조계종 총본사 태고사 사법(寺法) 전16장 130조의 인가를 얻었다. 제1대 종정에 한암 중원(漢岩重遠)을 추대하고 종회법 · 승규법을 차례로 제정 · 발포하였다.

### 불교지의 간행
신문화의 영향을 받아서 한국의 불교계가 최초로 잡지를 발간한 것으로는 1910년 12월의 《원종(圓宗)》을 들 수 있다. 그러나  《원종》지는 원종 종무원의 기관지(機關誌)이며 겨우 2호로서 종간(終刊)되었다.
불교문화의 종합지이며 문화기구로서의 본격적인 불교잡지는 1912년 2월에 발간된 《조선불교월보(朝鮮佛敎月報)》부터라고 할 것이다. 《조선불교월보》(편집인 및 발행자: 권상로(權相老))이며 1913년 8월에 19호로 종간되었다. 동년 11월에 《해동불보(海東佛報)》(편집인 및 발행자: 박한영(朴漢永))가 발간되었다가 1914년 6월에 8호로 종간되었다.  1915년 3월에는 《불교진흥회월보(佛敎振興會月報)》(편집인 및 발행자: 이능화(李能和))가 발간되었다가 동년 12월에 9호를 내고 종간되었다.
1916년 4월에 《조선불교계(朝鮮佛敎界)》(편집인 및 발행자: 이능화(李能和))가 발간되었으나 겨우 3호를 내고 동년 6월에 종간되었으며, 1917년 3월《조선불교총보(朝鮮佛敎叢報)》(편집인 및 발행자: 이능화(李能和))가 발행되어 1920년 5월에 21호를 내고 종간되었다.
1924년 7월에는 《불교(佛敎)》(편집인 및 발행자: 권상로(權相老))가 발행되어 10년을 속간하다가 1933년 6월에 107호를 내고 정간되었으며, 또 1937년 3월에 《불교》지가 다시 속간되어 이를 《불교신(佛敎新)》이라 하였는데 해방 전까지 계속되었다.
이 밖에도 1914년에 동경 유학생들이 발간한 《금강저(金剛杵)》와 1920년에 통도사(通度寺)에서 발간한 《취산보림(鷲山寶林)》, 또 동년에 조선불교청년회 통도사지회(支會)의 《조음(潮音)》, 1924년 7월에 조선불교회 발행인 《불일(佛日)》, 동년에 북경 불교유학생회에서 발행한 《황야(荒野)》, 1935년 발간된 《불교시보(佛敎時報)》, 불교전수학교 교우회에서 발행했던 《일광지(一光誌)》 등이 있었다.

## 현대 (1945~현재)
1945년 해방과 더불어 한국 불교의 고유성을 되찾는 운동이 전개되어 1954년에서 1962년까지 승단정화(僧團淨化)의 기치를 내세워 1962년 4월 12일 통합종단인 대한불교 조계종이 발족되고 25교구(敎區) 본산제도가 실시되었다. 그러나 대처승(帶妻僧) 측은 끝내 불응하여 대한불교 태고종(太古宗)을 별립(別立)해 나갔고, 조계종단은 교세를 단합하여 한국불교가 직면한 3대불사(도제양성 · 포교사업 · 역경간행)에 박차를 가하였다.

## 같이 보기

### 관련 주제
- 한국의 불교
- 한국 불교의 사상
- 삼국 시대의 불교
  - 고구려의 불교
  - 백제의 불교
  - 신라의 불교
- 남북국 시대의 불교
- 고려의 불교
- 조선의 불교
- 현대 한국의 불교

### 주요 승려

#### 삼국시대
- 승랑(僧朗)
- 겸익(謙益)
- 원광(圓光)
- 자장(慈藏)
- 원측(圓測)
- 원효(元曉)
- 의상(義湘)

#### 고려시대
- 의천(義天)
- 지눌(知訥)
- 보우(普愚)

#### 조선시대
- 보우(普雨)
- 의승(義僧)
- 휴정(休靜)
- 유정(惟政)

### 주요 불교 서적
- 팔만대장경(八萬大藏經)
- 교장총록(敎藏總錄)
- 선가귀감(禪家龜鑑)
- 선문수경(禪文手鏡)

### 기관
- 간경도감(刊經都監)

## 참고 문헌
- 고익진 (1989). 《한국 고대 불교 사상사》, 동국대학교 출판부